# マスク

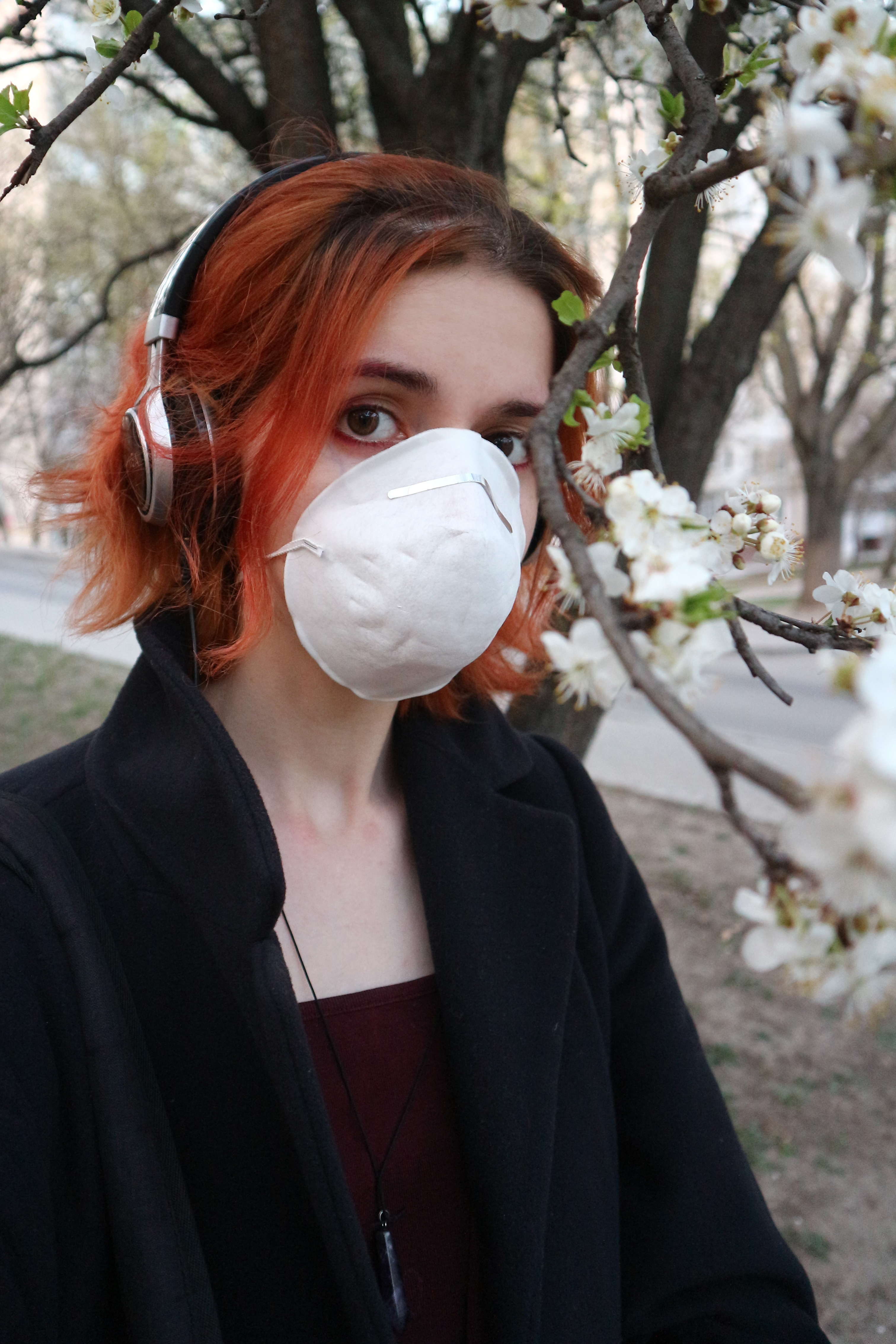
COVID-19対策のためにフィルターつきマスクを装着している人

衛生・医療・医学等の分野を中心に用いられるマスク（英: mask, respirator）とは、人体のうち顔の一部または全体に被るもの、または、覆うものを指す。頭部まで覆うものを含めることもある。広義では体の他の部分を覆うものもそのように称することがある。

## 衛生マスク

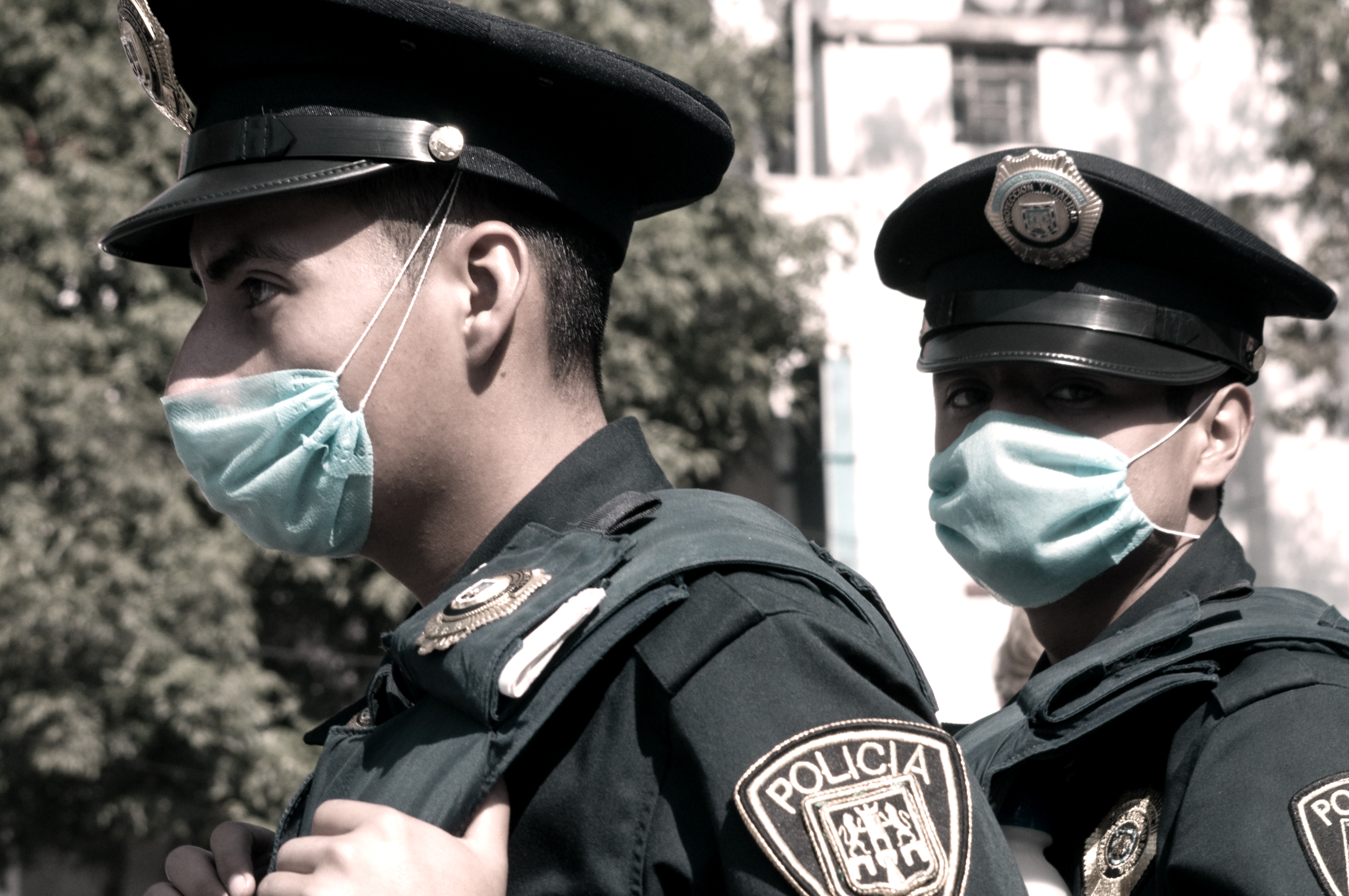
衛生マスクを装着した警察官／2009年新型インフルエンザの世界的流行時のメキシコ。

### 用途による分類
マスクは用途別では、産業用、医療用、家庭用に分けられる。

#### 防塵マスク

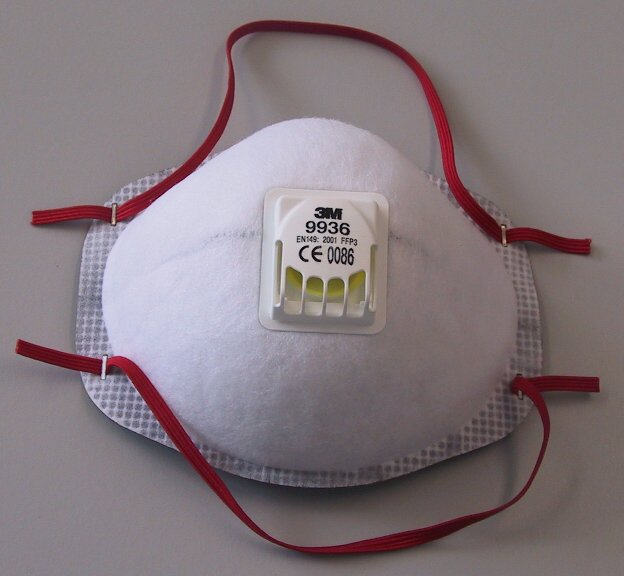
フィルターつきハーフマスク（防塵用）

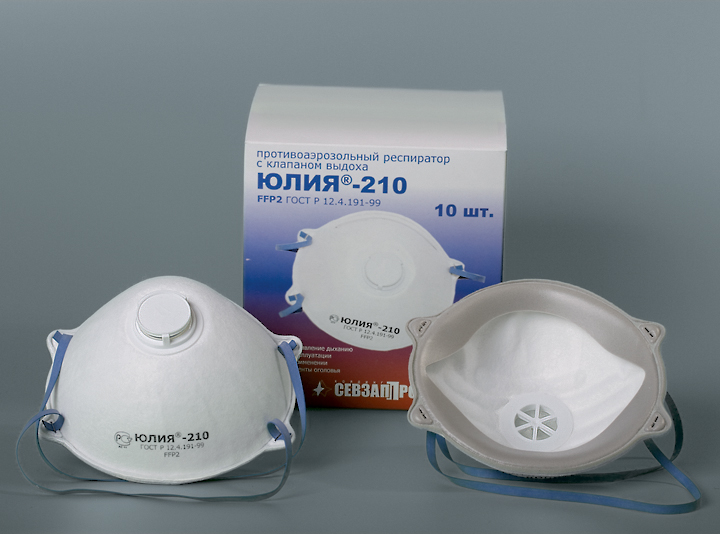
呼気バルブつきFFP2マスク

防塵マスク（ぼうじんマスク、表記揺れ：防じんマスク）は、防塵用マスク（ぼうじんようマスク）、防塵規格マスク（ぼうじんきかくマスク）などともいう。
本来は作業者が空気中に浮遊する微粒子を吸引しないようにする目的で用いられるマスク。その形状は、シリコンゴム等で形成された本体（全面形面体または半面形面体）に取り換え式のフィルタをつけたもの、または全体が帯電加工された不織布による使い捨て式防じんマスクである。陽圧法のマスクと陰圧法のマスクがあり、陰圧法のマスクには排気弁がついている。あくまでも作業用であり長時間装着して使用するのには適していない（連続しての着用は1‐2時間が限度）。
また、排気弁がついているため、感染拡大防止にはあまり効果がなく、Covid-19においてはマスク着用義務化の際防塵マスクの着用を禁止している国も多い。
DS2、N95と同等性能のフィルターはRS2である。
フィットチェッカーがついているものもあり、これで陰圧のシーリングチェックを行うことができる。
米国には米国労働安全研究所（NIOSH）が認定するN95マスクがあり製品には認証番号がつけられている。このN95マスクは医療機関で感染防止に用いられることも多くなっている。
欧州には欧州標準化委員会が認定する欧州規格（EN）149の「FFP2マスク」があり、N95マスクに相当する。
日本では、労働安全衛生法の規定に基づき、厚生労働省の告示「防じんマスクの規格」に基づいた型式検定に合格し、その合格標章が貼付されている製品をいう。なお、類似の形状をもつものであっても検定合格標章のないマスクは防じんマスクとして販売することはできず、「ダストマスク」「クリーンマスク」などの名称でホームセンター等で市民生活用に販売されている。

#### 医療用マスク

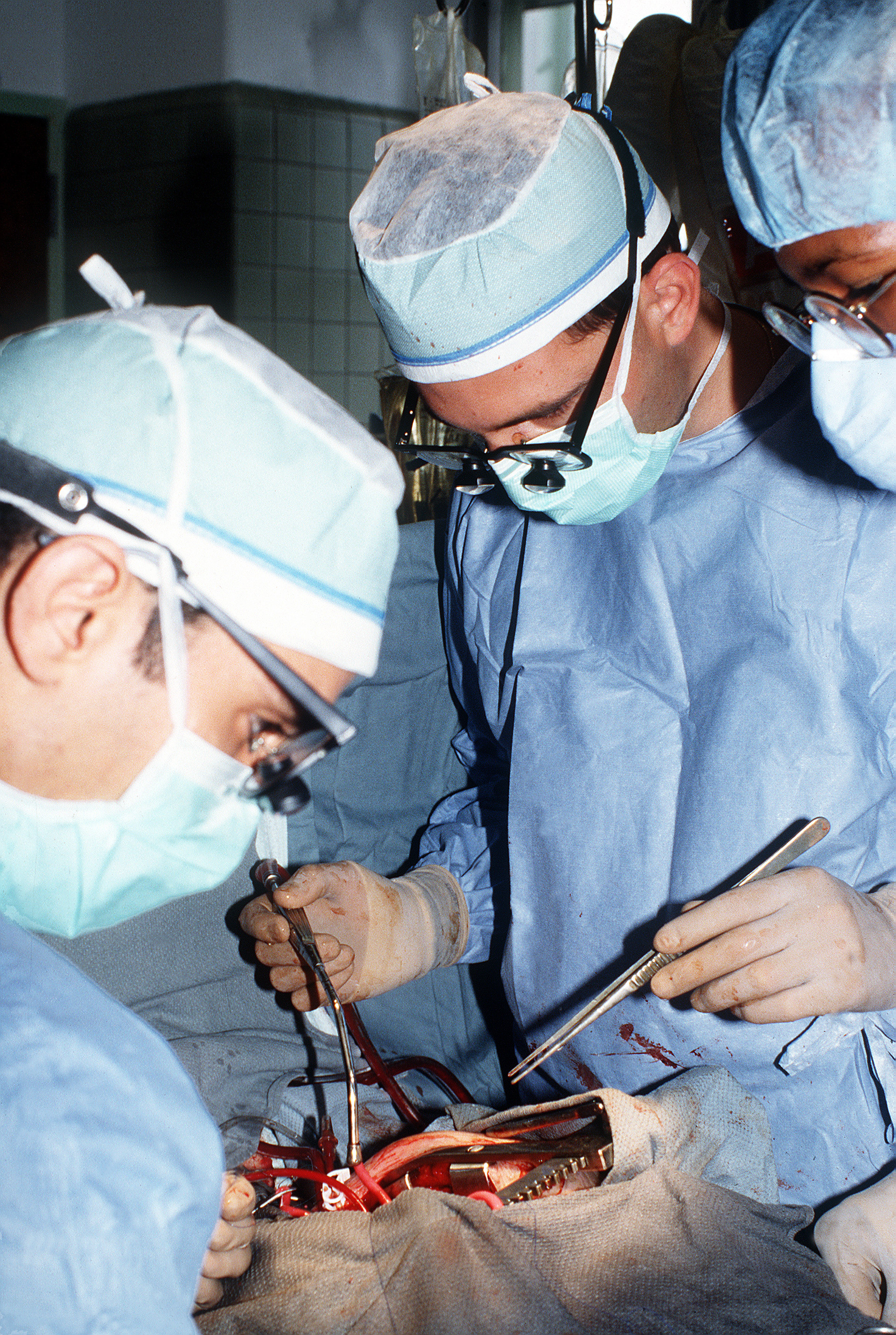
医療用マスクを装着して胸腔内手術を行う外科医たち／1990年ごろの米国陸軍施設フィッツシモンズ陸軍医療センターにて。

医療用マスク（いりょうようマスク）は、主に空気中の飛沫（飛び散る細かい水玉）を対象とする感染予防を目的とするマスクである。英語では "surgical mask" といい、日本語でもその音写形「サージカルマスク」が別名として通用する。英語のそれは名前のとおり、狭義にはsurgical（外科の、手術の）マスクであるが、広義には医療現場もしくは医療用のマスクを指す。
対象とする粒子径は一般的には5μmより大きいものとされる。SARSウイルス（0.1μm以下）のように感染性病原ウイルスが微粒子で、空気中に浮遊している場合、医療用マスクでは対応できないため、N95やDS2のクラス以上の防塵マスクが使用される。
マスクの性能を表す指標としてBFE（バクテリア飛沫捕集効率、Bacterial Filtration Efficiency）とVFE（ウイルス飛沫捕集効率、Viral Filtration Efficiency）。これはマスクによって前者は黄色ぶどう球菌、後者はΦX174を含む懸濁液の粒子（平均粒子径3.0±0.3マイクロメートル）が除去される割合（%）である。アメリカ食品医薬品局（FDA）では、サージカルマスクの基準をBFE95%以上と規定している。
アメリカでは感染性エアロゾルに対する医療用マスクをsurgical maskとし、FDAが登録制度を実施しており、製品には登録番号が表示される。産業用の使い捨て式防塵マスクとしてNIOSHの検定合格証を有するマスクでも、surgical maskとして使用する時は改めてFDAにN95 surgical maskとして登録する必要がある（この場合には性能試験データの添付は不要）。かつてアメリカではsurgical maskの形状についても規格があったが、今では廃止されている。
日本では「サージカルマスク」という呼称やその性能に関して法令上の規定はなく、感染性呼吸器疾患（新型インフルエンザ等）の流行時に政府がガイドラインを公表したことはあったが、性能試験はアメリカのASTMインターナショナルが規定したASTM F 2100や民間の検査会社の独自規格が利用されていた。2021年6月16日には一般財団法人カケンテストセンターがASTMの規定を元に開発した試験方法と性能が日本産業規格「JIS T 9001」として採用された。
基本的には使い捨てであるが、アウトブレイクが深刻化するなどして供給不足に陥った場合は、滅菌して再利用することもある。まさにそのような状況となった2020年コロナウイルス感染症大流行時の日本では、病院でさえ一人あたり1週間に1枚などといった悪条件下での対応を余儀なくされた。

#### 家庭用マスク
防寒、花粉症対策、風邪対策、ウイルス対策、防塵などのための一般向けのマスクを家庭用マスク（かていようマスク）という。空気中を浮遊または漂う感染性ウイルス粒子（エアロゾル）は、ウイルスに感染した人が会話をしたり、呼吸をしたり、咳やくしゃみなどをしたりすると、症状がない人でも放出される。別の人がこれらのエアロゾルを吸い込み、ウイルスに感染する可能性がある。たとえば、エアロゾル化したコロナウイルスは、最大3時間空気中に留まる可能性がある。家庭用マスクはその拡散を防ぐのに役立つ。
マスクは快適な呼吸能力を低下させる可能性があるため、運動中はマスクを着用しない場合もある。汗をかくとマスクが早く濡れて呼吸が困難になり、微生物の増殖が促進される。運動中の重要な予防策は、他の人から少なくとも1メートルの物理的距離を維持することである。
また、最近では機能性はもちろんのこと、デザイン性も重視されているマスクも出てきおり、マスクがファッションの一部となっていることもある。

### 患者隔離用マスク
興研などの会社が防塵マスクとは弁を逆にした（吸気弁のみにした）マスクを販売している（ハイラックうつさんぞ シリーズ）。
これは結核等に感染した場合の感染者隔離用マスクである。

### 材質による分類
マスクは材質別では、ガーゼなどの布を使うタイプと不織布を使うタイプに分けられる。富岳によるシミュレーションの結果によると、吸い込む飛沫の量は不織布マスクの場合は20%程度に抑えることができた一方、布マスクの場合は55‐65%、ウレタンマスクの場合は60‐70%程度となった。また吐き出す飛沫の量は不織布マスクの場合は20%、布マスクの場合は18‐34%、ウレタンマスクの場合は50%程となり、いずれも不織布マスクがもっとも高い効果を示した。

#### ガーゼタイプ

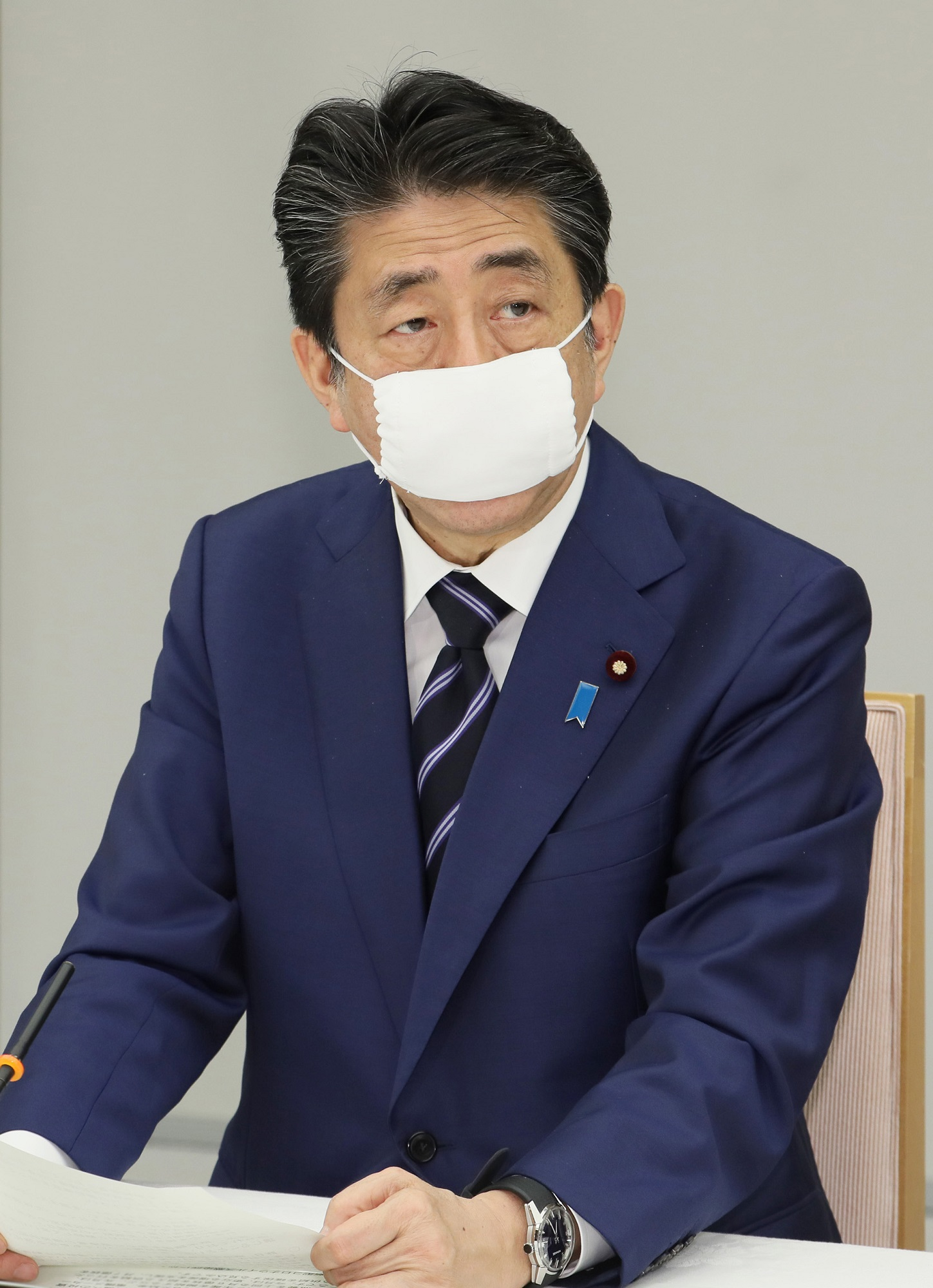
ガーゼタイプ、プリーツ型のマスクの着用例

布製マスク（ぬのせいマスク）またはガーゼタイプのマスクは、主に綿織物を重ね合わせたもので古くから広く使われてきた。「布マスク」とも呼ばれる。
洗浄して再利用できるため経済的で病原体の飛散防止には一定の効果を発揮するが、後述の不織布タイプに比べ性能が劣るため、世界保健機関では医療従事者の使用を推奨していない。

#### 不織布タイプ

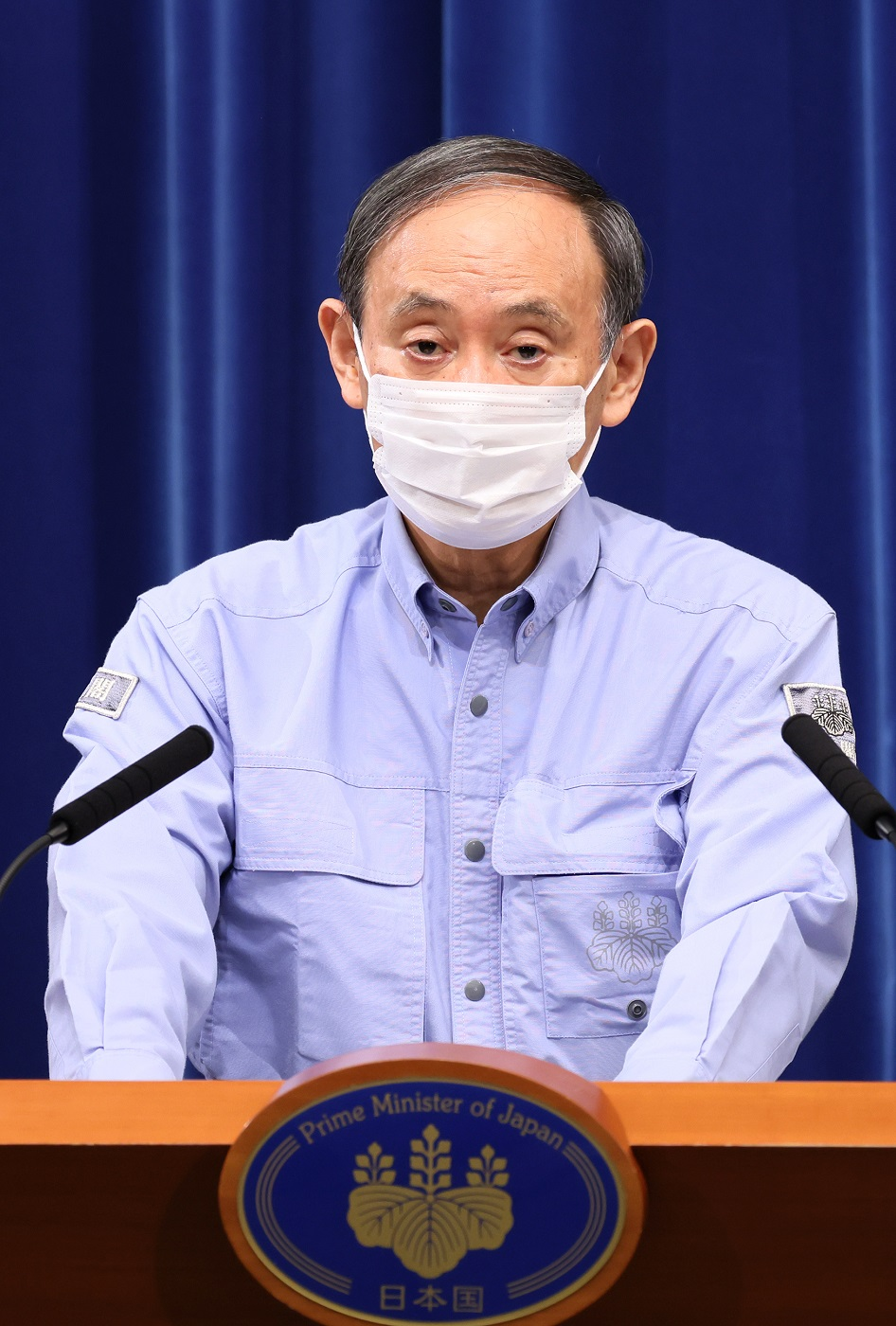
不織布タイプ、プリーツ型のマスクの着用例

不織布マスク（ふしょくふマスク）は、不織布を使用したマスクで、かつては価格と見た目の違和感から一般的に使用されていなかったが、機能付加が容易であることや使い捨てに対する抵抗感がなくなったことがあり急速に普及した。
日本においては、2001年に玉川衛材がそれまで医療向けだった不織布マスクを一般向けに「7DAYSマスク」として発売した。その後、2003年にユニ・チャームが口元に空間を設けた不織布マスク「超立体マスク」を発売したことで、従来のガーゼマスクを置き換える形で不織布マスクが普及していった。
発売当初は高価格だったものの、2009年の新型インフルエンザが収束後、安価で生産できる設備が登場するにつれ低価格化し、100円ショップでも複数枚箱入りのものが購入できるようになり、気軽に入手できるものとなった。しかし、2020年初頭に新型コロナウイルスのパンデミックが始まると、購入が殺到し、著しい品不足が生じた。また、不織布マスクのほとんどが、日本より人件費の安い中国で生産されていたため、日本への輸入量が大きく減ったことで、品不足に拍車がかかった。これを受けて、大手電機メーカーのシャープが三重県多気町の工場でマスク生産に乗り出すなど、生産の国内回帰や異業種企業の参入も相次いだ。
不織布マスクは布製マスクやウレタンマスクに比べマスクの捕集効率が高いことが示されている。内閣官房はマスクを着用する際は、不織布マスクを着用することを推奨している。
新型コロナウイルスの第3波の感染が拡大した2020年～2021年冬にかけては、2020年の新型コロナウイルスの第1波以降、カラーのマスクで増えたウレタン製マスクなど不織布以外の素材のマスクを着用する人に対し、不織布マスクを着用するように口頭で注意する、いわゆる「不織布マスク警察」が登場した。その後、カラーマスクも含め、不織布マスクに置き換えられていった。

### 形状による分類
マスクは形状別では平型マスク、プリーツ型マスク、立体型マスク、ダイヤモンド型マスクに分けられる。

#### 平型マスク
平型マスクは主に綿織物を使用しており、高い保温性と保湿性を有する。ガーゼタイプが主流。

#### プリーツ型マスク
プリーツ型マスクは前面がプリーツ（ひだ）状になっており、顔前面にフィットして圧迫感を与えにくい。不織布タイプが主流。

#### 立体型マスク
立体型マスクは人間の顔に合わせてデザインされており、顔面に隙間なくフィットする。不織布タイプが主流。

#### ダイヤモンド型マスク

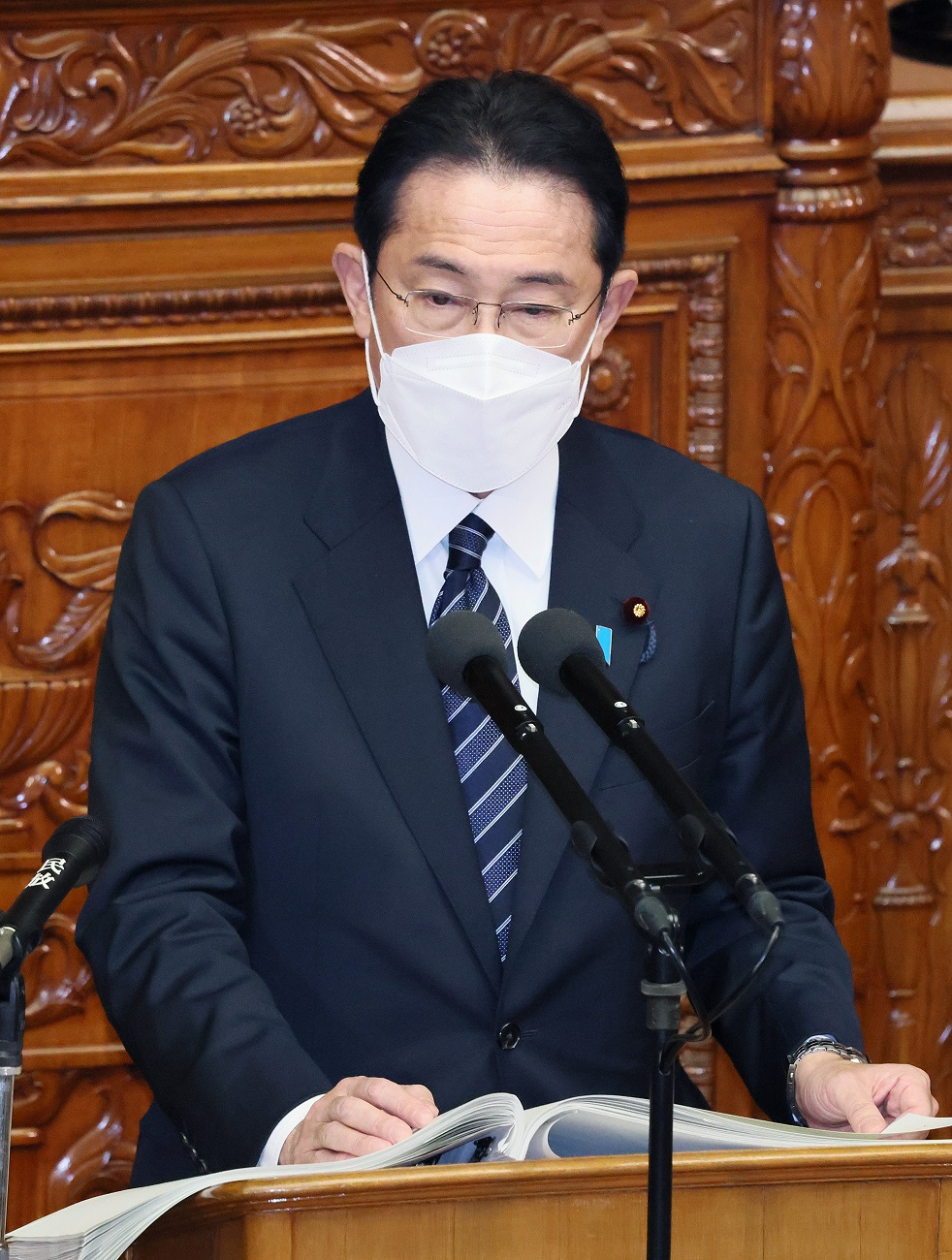
不織布タイプ、ダイヤモンド型のマスクの着用例

ダイヤモンド型マスクは不織布を用いたもので、プリーツ型や立体型に比べてマスクと口との距離にゆとりがあるため、呼吸がしやすくなっている。また、口紅がマスクに付着しにくいという理由で女性に人気が高い。

### マスクの装着

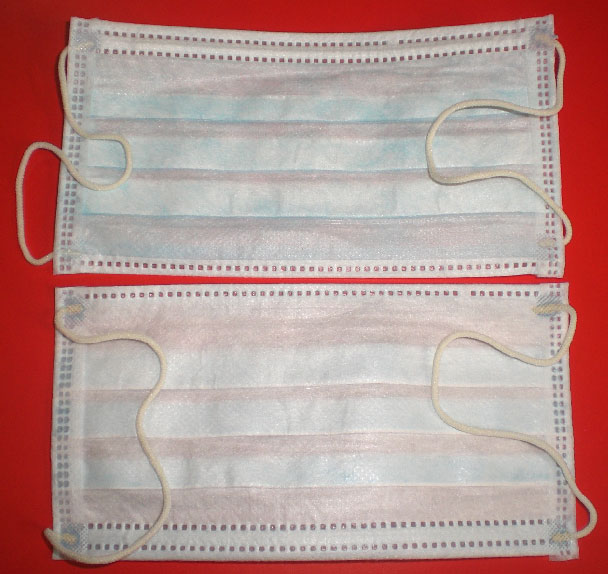
衛生用マスク

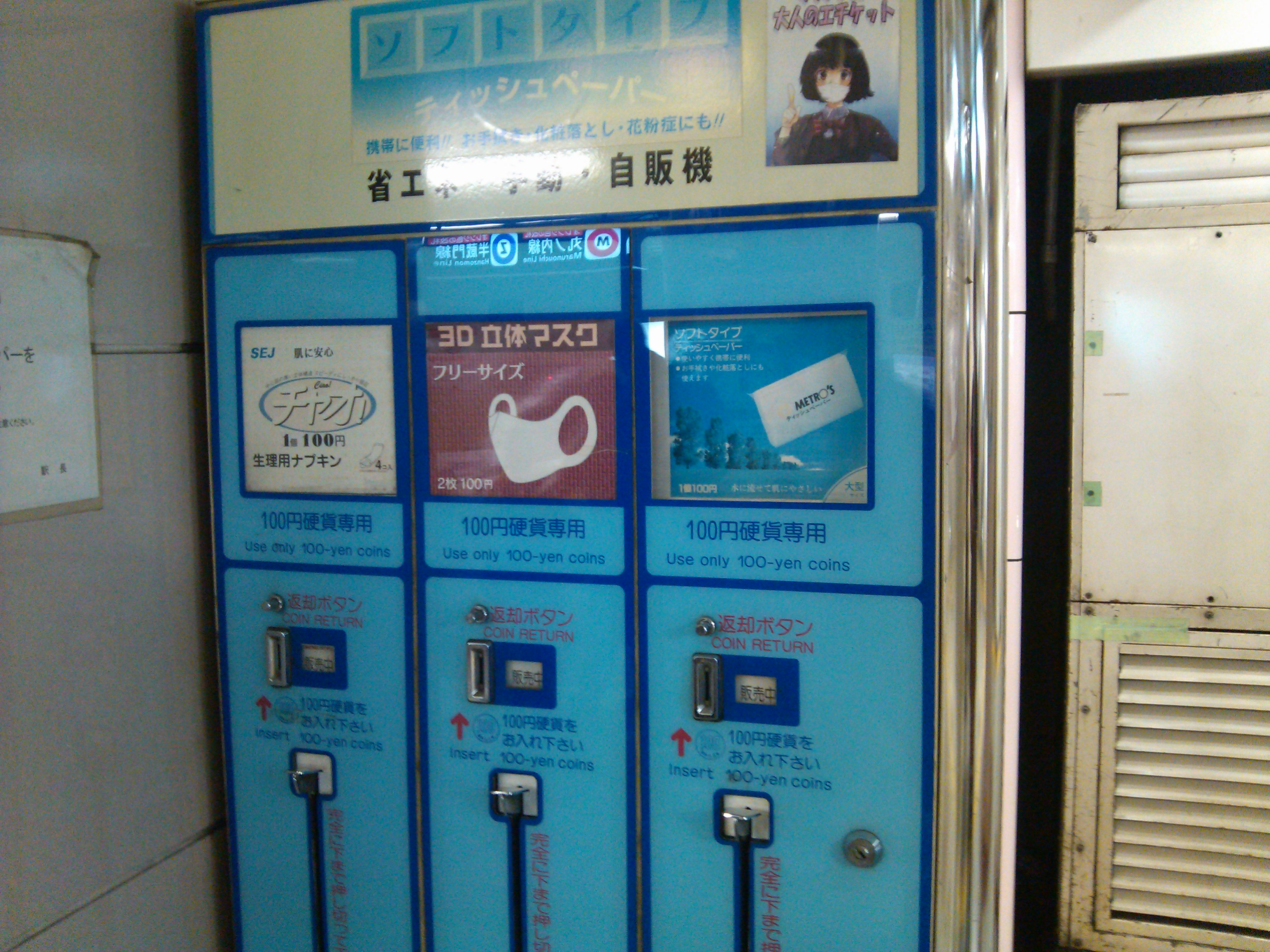
鉄道駅に設置された自動販売機（中央、2012年）

家庭用のマスクの着用に際しては、顔面にできるだけ密着させることが重要である。裏面と表面を確認し、ノーズピースを鼻の形に合わせ、折りたたまれているひだを上下にひらきのばし、下あごまで確実におおうようにする。

#### 不適切な着用（鼻出しマスク、あごマスク）
マスクは正しい方法で着用しなければ適切な防護効果を得られない。代表的な誤った着用方法として、鼻出しマスク（鼻マスク）とあごマスクがある。前者は鼻が、後者は鼻も口も露出している状態を指す。こうした誤った着用方法では防護効果は得られないため、駅などの施設の管理者が正しい着用を促すなどしているが、逆上した相手から暴行を受けるなど事件に発展するケースがあり問題となっている。厚生労働省や医療機関はマスクの正しい着用方法の啓発を行っている。

### マスクの効果
2021年8月13日にハーバード大学医学部は、大気汚染への暴露を避けることは定期的な運動などと同等に健康維持に有効であると主張した。空気質指数が不健康なゾーンにあるときは、外出時にN95などのマスクを着用することも有効であるという。
風邪ウイルスやインフルエンザウイルスは、ウイルス単体での空気感染では感染はせず、体液に含まれたウイルスによる飛沫感染や接触感染によって広がるため、マスクの使用によりリスクを減少させることができる。ただし、間違ったマスクの使用は、かえって感染を拡大させる。対策としては、手指消毒をマスク着用ルーチンの一部にすることが考えられる。マスクの付け外しや調整を行う前に手指消毒剤を使用するのである。
マスクはどれも同じというわけではない。高品質のKN95、KF94、N95マスクは、もっともフィット感があり、ろ過性能も優れている。
また、サージカルマスクも小さなウイルスの粒子を防ぐのに有効である。非エアロゾル環境下においては、サージカルマスクはウイルス感染を防ぐのにN95マスクと比べて劣ってはいないと米国ガイドラインでは述べており、実験室においてマスクの保護効果を比較したメタアナリシスでは有意差は確認できなかった。エアロゾル環境が発生する手技（たとえば気管挿管など）を行う際には、引き続きN95マスクが推奨される。サージカルマスクの上に布製のマスクを装着すると、よりフィット感が高まる。また、「ノット&タックマスク」と呼ばれる方法で、サージカルマスクのフィット感を調整することもできる（詳細は後述）。
アメリカ疾病予防管理センターによると、マスクが顔にぴったりとフィットし、層のあることを確認する必要がある。このため、あごひげを剃る必要がある。つまり、マスクの端に隙間がなく、鼻と口を完全に覆い、顔の側面に隙間なくフィットしている必要がある。サージカルマスクの上に多層布製マスクを着用するか、しっかりと装着されたサージカルマスクを着用すると、マスク着用者と他の人の両方の保護レベルが大幅に向上する。要するに、2層以上の洗える、通気性のある布で作られたフィット感のあるマスクを着用すること。しかし、デザイン上2つの使い捨てマスクを組み合わせても意味がない。
一般用のマスクの着用は、ウイルス吸入量を減少させる効果より、自分からのウイルス拡散を防ぐ効果がより高い。研究によれば、50cm離れた状態で自分と相手の双方がマスクを着用することでウイルスの吸い込みが不織布のマスクで75%、布のマスクで70%抑える。N95マスク、サージカルマスク、不織布マスク、布マスク、ウレタンマスクの順に効果が下がる。このため、布製マスクを単体で使用することは避けるべきである。内閣官房は、食事中の会話の際にマスクの着用を推奨している。
屋外での感染の可能性はかなり低く、ほとんどの場合、人と人との距離が2メートル以上保たれていれば、屋外環境ではマスクは必要ない。汗をかくとマスクが早く濡れて呼吸が困難になり、微生物の増殖が促進される。運動中の重要な予防策は、他の人から少なくとも2メートルの物理的距離を維持することである。
マスクは着用者の空中浮遊菌やウイルスの粒子の吸入を完全に防ぐことはできず、吸入防止用のレスピレーターほどは効果がないが、関西医科大学やユニチャームの研究グループが行った検証により、マスクの有無でインフルエンザの発症率に有意な差が確認されるなど、一定の予防効果を発揮する。
マスクを二重にして着用する二重マスクも国内外で見られる。スーパーコンピューター、富岳のシミュレーションでは、二重マスクによる飛沫拡散の防止効果は限定的であり、正確に着用することがより大切であるとされている。コロナ禍のために、以前よりも多くの人々が二重マスクを着用するようになっている。 ハーバード大学医学部によると、これは非常に合理的で有用なコロナ対策である。米国疾病管理予防センターによると、二重マスクはマスク着用者と他の人の両方の保護レベルを大幅に改善した。米国疾病管理予防センターはサージカルマスクの上にぴったりとした布製マスクを着用することを勧めた。しかし、2つの使い捨てマスクを組み合わせても意味がない。
その他、サージカルマスクや3層フェイスマスクのイヤーループをマスクの端に合わせて結び、不要な素材を折り曲げて端の下に押し込むという「ノット&タックマスク」と呼ばれる方法を使用してサージカルマスクを調整してぴったりとフィットさせることにより、マスクの保護効果を向上させることができる。
米国疾病管理予防センターの研究室での研究では、二重マスクまたは「ノット&タックマスク」は、マスクなしと比較して、エアロゾルの透過と曝露の両方を約95％削減した。

### その他のマスクおよびマスクに準ずるもの

#### 機能性マスク
日本では、2019年（平成31年/令和元年）までにマスクの表面に付着させた光触媒で花粉やウイルスを分解する機能を謳うマスクが販売されていた。しかし同年7月、消費者庁は効果が見られないとしてマスクを製造する各社に対し、不当景品類及び不当表示防止法にあたるとして再発防止措置や対策を講じるよう措置命令を出した。これに対して大正製薬は、他社と表示が違うなどとして審査請求を行い対抗している。
ガーゼタイプのマスクにフィルターを組み込むことで、不織布タイプに近い性能を有する製品も登場している。

#### ウレタンマスク
装着している時のフィット感で人気のマスク。ポリウレタンを使用しており、洗って繰り返し使えたり、カラーも複数選べるのが特徴。しかし、エアロゾルを防ぐ性能が不織布マスクと比較して著しく劣り、粒子径の小さいものに対してはほとんど効果がない。そのためウレタンマスクは感染症予防の用途には適さず、医師や国務大臣などからウレタンマスクは使用しないよう呼びかけられている。

#### フェイスシールド、マウスシールド
透明なプラスチックを顔面の全面、もしくは口の前面に取りつけることで、病原菌や有害物質への暴露や飛散を防ぐものである。これらは本来マスクの補助装備であり、マスクの代わりとはならないが、口元が見えることや圧迫感が薄いためにマスクの代替として乱用されている。厚生労働省はこれらシールドの単体利用は効果が著しく劣るため、マスクの代用としないよう注意を呼びかけている。

### マスク着用の実際

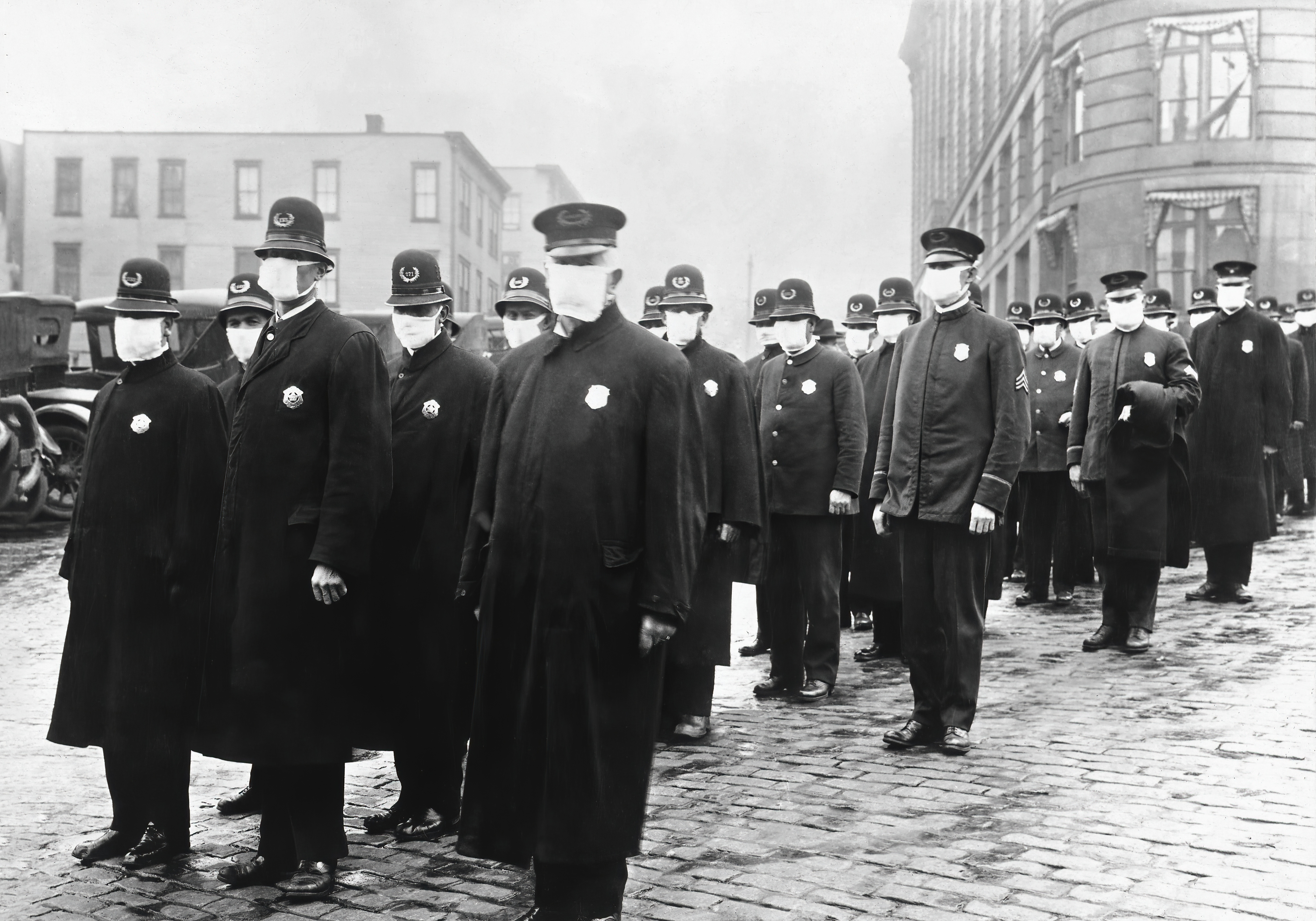
1918年に撮影された米国シアトルの警察官たち。スペイン風邪が蔓延していたため全員マスクを着けている。

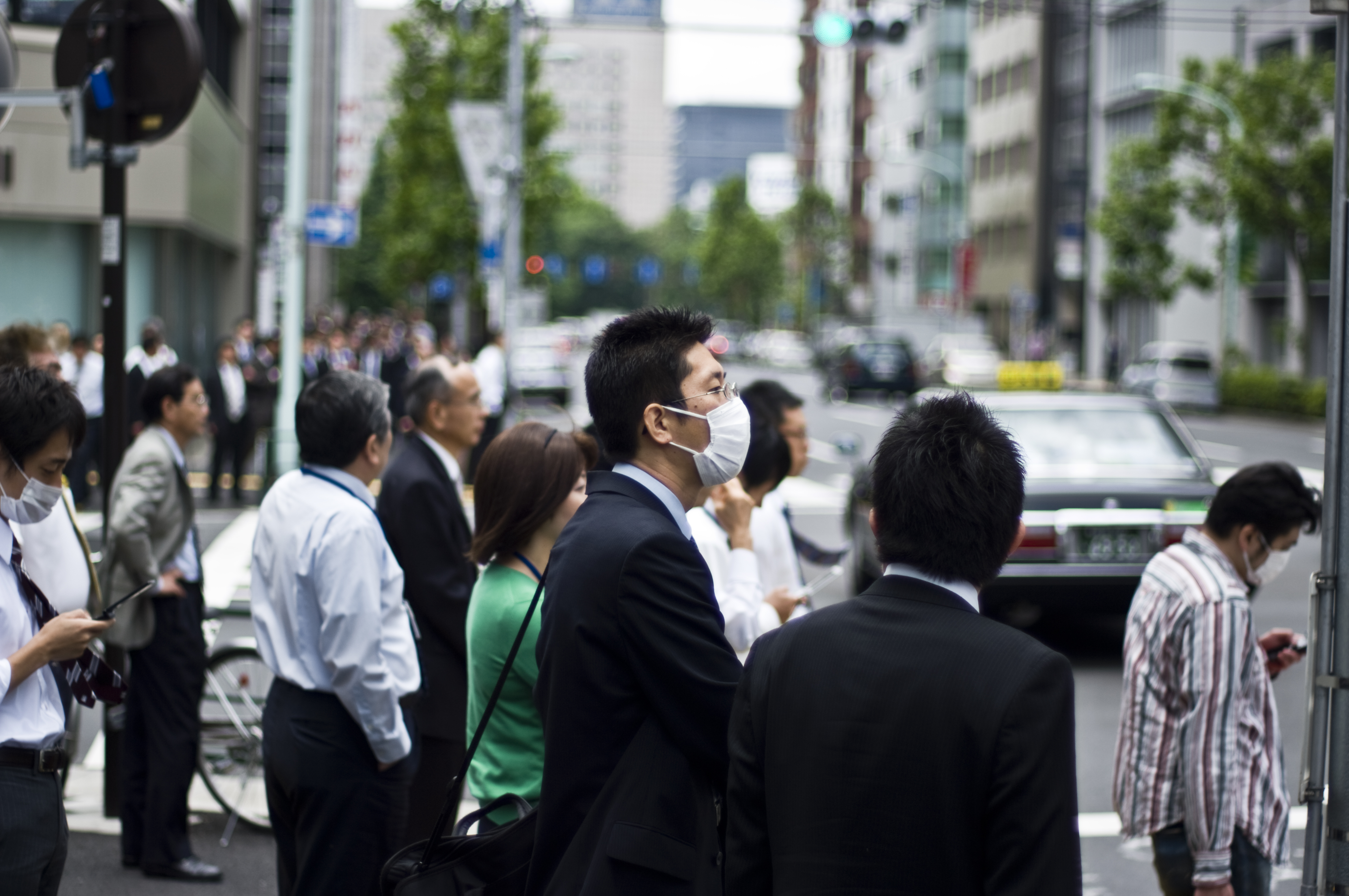
マスクをつけた東京の人々（2009年）

2020年のコロナウイルス感染症の流行までは、一般に日常生活の中でマスクをすることに抵抗がないのは、日本を始めとしたアジア諸国のみであった。欧米では町中でマスクを着用していると、病人や不審者と見なされることもあった。アメリカでは感染症によりマスクの使用が推奨されるようになっても、人権や差別の経験から着用を拒否する者も一定数存在した。コロナウイルス騒動によって、世界各地で反マスク派と「マスク警察」の争いが激化した。
また乾燥地域や公害がある地域では防塵マスク、寒冷地では防寒マスクとして使用されている。東南アジアや東アジアの都市部では、排気ガスに含まれる粉塵や無舗装道路の土埃を吸わないよう、オートバイに乗るときにマスクをするのが一般的である。「ベトナムマスク」 と俗称される布製のマスクが有名で、日本におけるマスクよりもサイズが大きく、顔のほぼ下半分を覆うような形になっている。また、柄物や色物、さまざまなキャラクター物があり、土産物として購入する観光客も少なくない。

#### 日本のマスク事情
日本では1880年（明治13年）ごろから、呼吸器（レスピラートル）が使われていた。1918年（大正7年）にスペイン風邪の際には、マスク着用が推奨。陸軍が外出する際や警視庁の警官が率先して着用したことで市民に浸透した。
その後も1927年（昭和2年）のインフルエンザ流行時に、内務省がマスクの使用を勧めた例がある。
戦前には「竹の花が咲くと流感が流行る」というような俗説があり、こうした噂が出るとマスク使用者が現れた。寺田寅彦は、街にマスク人種と非マスク人種が存在すると記している。戦後になると、大気汚染、学校給食、不良文化などを経て、特に1980年代以降の花粉症の患者増加からマスクが普及した。
また、日本では咳エチケットではなく自己の感染予防のためにマスクを使う習慣がある。東京都心部（調査地：東京駅前、渋谷駅前）でこの習慣が一般化したのは2000年代以降で、それ以前の少なくとも東京都心部では、マスクをしている人はほとんど見かけられなかった。それが2018年（平成30年）ごろには、冬場に4割以上の人がマスクをしていたというデータがある。
都会でこの習慣が一般化したのは、花粉症の患者増加に加えて、2002年（平成14年）の重症急性呼吸器症候群（SARS）の流行による予防意識の高まりの影響が指摘されている。2009年新型インフルエンザの世界的流行では、家庭用マスクの売り上げが急増し、マスクが売り切れる騒ぎが発生している。このころまでに予防のためのマスクの使用が定着したものと考えられている。
このような習慣は、韓国での風邪予防のためのマスク使用やベトナムでの粉塵を防ぐための使用を除いて、日本以外には見られず、清浄な環境でもマスクを使用するのは世界的にも珍しかった。
その一方、日本で新型コロナウイルスが確認される前の2019年（平成31年/令和元年）以前は、接客業に携わる従業員のマスク着用については、悪印象を持たれていた。一例として、イオングループは2019年（令和元年）12月、身だしなみ上の理由や、客からのクレームがあったことから、食品加工担当者などを除く全従業員に対しマスク着用を原則禁止した。これに対し、一部従業員からは不満の声もあり、客側からも賛否両論の声が出ていた。また、客へのイメージが非常に重要視される百貨店業界でもマスク着用での接客を禁止する店もあった。
しかし、2020年（令和2年）1月、日本で新型コロナウイルスの流行が始まると、接客業におけるマスク着用への考え方や社会の価値観は一転し、全国ほぼすべての接客を行う企業で、従業員のマスク着用が義務づけられるようになった。前述のイオングループは、わずか1か月でマスク着用禁止を撤回した。また、百貨店業界を中心にマスク未着用の客の入店を拒否するケースも増えている。一例として、銀座三越では、ライオン像にマスクを着用のうえ、マスク未着用の客の入店を断っていた。なお、政府方針として、2023年（令和5年）3月13日以降は「マスク着用は屋内外とも個人の判断に委ねる」になったことから、小売業ガイドラインも改訂された。これにより、銀座三越のライオン像のマスクは同年3月12日をもって外され、銀座三越を含む全国各百貨店においては、3月13日の開店から客のマスク着用は求めなくなった。
新型コロナウイルス感染症の流行により急速に普及したことで、各国では使用済み不織布マスクの不法投棄問題が顕在化している。
日本においては、新型コロナウイルス感染症が国内で確認された2020年（令和2年）1月以降、自身の感染予防のみならず、「他人を感染させないために着用を」と政府が呼びかけ、政府、公共機関、企業、学校などが着用を強く推奨したことで、着用が法律などで義務化されることはなかったものの、屋内外を問わずマスク着用が半ば社会的ルールとなるほどにまで普及した。
その後、2022年（令和4年）5月、政府は「屋外でのマスク着用は原則不要」と呼びかけるようになった。また、政府は2023年（令和5年）2月10日、同年3月13日以降、マスク着用を屋内外とも「個人の判断に委ねる」と発表した。
これを受け、マスク着用のお願いまたはマスク未着用の入店お断りを呼びかけてきた企業や公共機関の多くは、業種別ガイドラインの改訂に基づき、「3月13日以降は着用は個人の判断」と変更している。また、2月10日の政府発表時点で、着用が推奨される場面としていたラッシュ時の通勤電車については、同年3月7日に鉄道事業者らが加盟する鉄道連絡会が感染対策のガイドラインを変更し、JR東日本など各社は、3月13日以降はラッシュ時も含め、着用呼びかけを廃止すると発表している。
しかし、事業者が利用者または従業員にマスクの着用を求めることは許容されることから、接客業を中心とした企業では、従業員への着用義務を継続している。さらに、Bリーグや宝塚歌劇などのイベントでは、入場者への着用お願いを継続している。
また、文部科学省の通知により、2020年（令和2年）以降、原則着用が必須となっていた学校では、2023年（令和5年）2月10日、卒業式のみ「マスクを外すことを基本とする」という旨が文部科学省から発表された。ただし、卒業式での斉唱や合唱については、引き続きマスクを着用するよう求めている。なお、卒業式以外についての学校現場では、同年3月31日まで着用が呼びかけられていた。なお、2023年（令和5年）4月1日以降の日本の学校現場においては、場面を問わず「着用のお願い」は原則的に廃止され、屋内外とも着用は個人の判断となっている。
一方で、日常生活でのマスク着用が定着したことで、マスクを着用していない顔を他人に見せることに抵抗を感じている人も増えている。

### 世界における生産・供給
2010年代後半の世界では中華人民共和国（中国）が最大の生産国であった。中国紡績品商業協会によると、2019年には世界の総生産の約5割にあたる約50億枚を生産している。2019新型コロナウイルスによる急性呼吸器疾患の世界的流行によって医療用マスクの需給バランスが大きく崩れた2020年には、パンデミックの発祥地でありながら都市が経済活動を再開できるレベルまでのの抑え込みを早々に成功させた中国は、アウトブレイクを遅れて経験しているさなかの国外での大きな需要を念頭に、経済的および政治的思惑をもって中国は2月から大増産に乗り出し、自動車メーカーなど異業種までもが続々と参入した。3月初旬の時点で1日あたり約1億2000万枚まで増産し、その後も増やしている。中国共産党の機関紙『環球時報』の2020年4月20日付の記事によると、マスクの主要材料であるメルトブロー製法の不織布が1トンあたり約1060万円で半年前と比べて約40倍となったが、新規参入が多くなり、200サンプル品のうち2つしか医療用の基準に適合しない場合もあった。

### マスクによる問題

#### ろう者、難聴者などの聴覚障害者
新型コロナウイルス対策で必需品となり、ほとんど全ての人に普及したマスクであるが、それでかえって困難な状況に置かれた人々もいる。ろう者などの聴覚障害者や難聴の人々である。彼らの普段のコミュニケーションは手話、聴力のまだ残っている人は補聴器の助けを得れば口話も使えるが、マスクをして口を覆うと不便になる。
手話は手の動きだけではなく、口の動きで数字や固有名詞を、あごの動きで肯定か否定かを伝えるように口も活用して伝える。表情も大事であるが、顔の下半分がほとんど覆われていると表情も読めない。
口話を使っている人は、音だけでは掴みづらいために、あいうえお（いわゆる母音）の口の形も読み取る読唇術で足りない情報を補って話す。ここでもマスクで口が隠れてると支障をきたす。
新型コロナウイルス流行後、こうした声に対し、フェイスシールドでの代用とともに透明なフィルムで作られたマスクが開発された。

## 呼吸用保護具・顔面用保護具

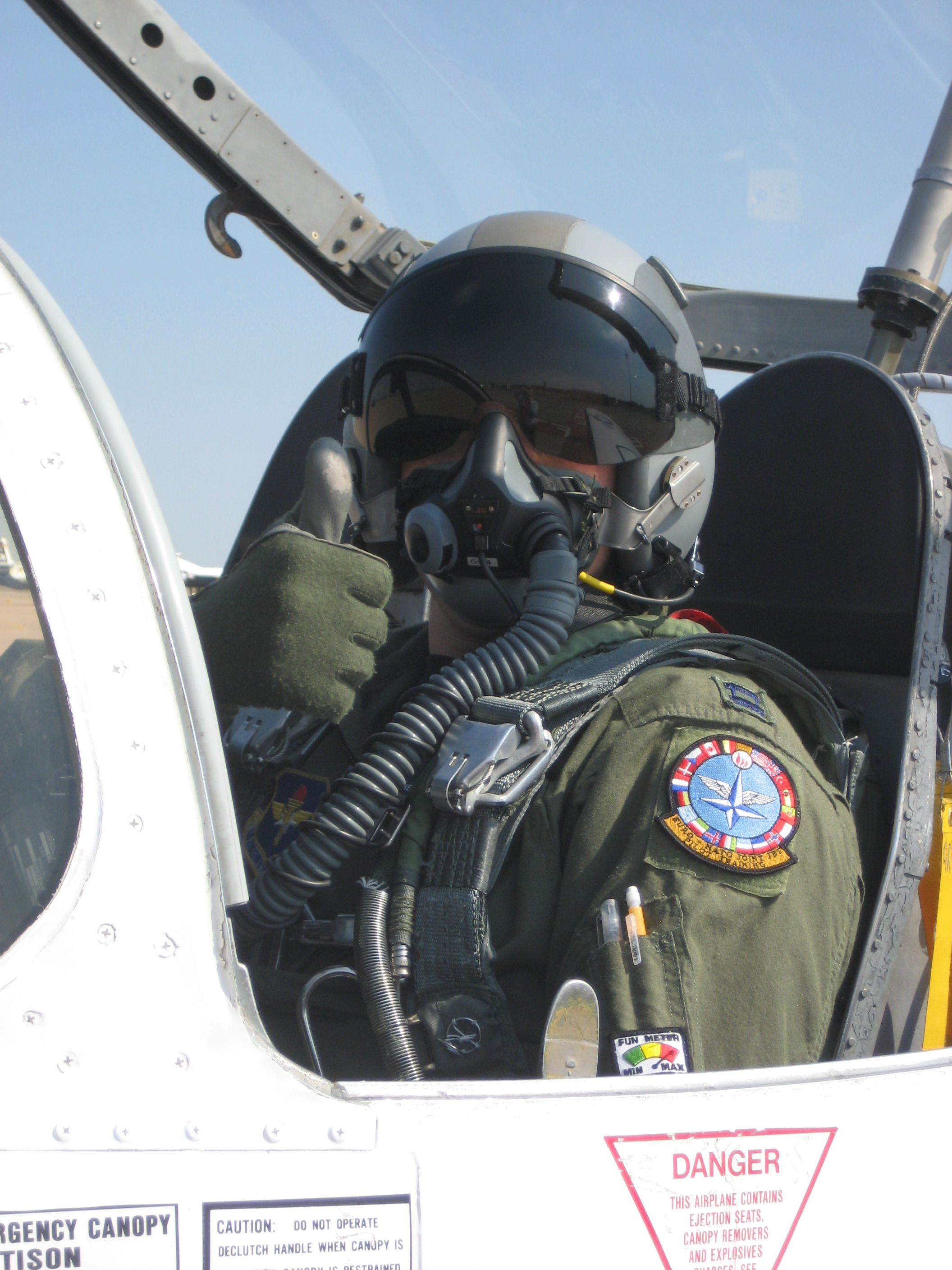
飛行機のキャビン用酸素マスクを装着した軍用機パイロット

以下では呼吸用保護具・顔面用保護具の観点での分類を基準に述べる（呼吸用保護具は各種作業、災害時の避難、感染症や花粉症等の予防など幅広い分野で使用されており、その一部は衛生マスクにあたるが、ここでは用途による分類ではなくマスクの構造・機能による分類について述べる）。

### 呼吸用保護具
呼吸用保護具にはろ過式と吸気式がある。

#### ろ過式呼吸用保護具
作業環境中の空気から有害物質を除去して吸気を供給するタイプの呼吸用保護具。環境空気中の有害物質の種類と影響、作業内容などに応じてマスクの性能等を選択する必要がある。また、面体をもつ呼吸用保護具は接顔部がフィットしている必要があり、面体内圧が陰圧になる防じんマスクや防毒マスクなどでは特に重要になる。
- 防じんマスク - 防じんマスクは粉じんや有害なミストが発生している環境で用いられる[95]。作業環境中の酸素濃度が常に18%以上あり、粉じんの種類も明らかで低濃度の場合に用いられる（そうでない場合は給気式呼吸用保護具を用いる）[95]。ろ過材（フィルター）により使い捨て式と取替式がある[94]。
- 防毒マスク - 防毒マスクは有毒なガスが発生している環境で、作業環境中の酸素濃度が常に18%以上あり、ガスの種類も明らかでガス濃度も低濃度の場合に用いられる（そうでない場合は給気式呼吸用保護具を用いる）[95]。

#### 給気式呼吸用保護具
作業環境中の空気とは別に、独立した供給源から安全な空気を吸気として供給するタイプの呼吸用保護具。
- 送気マスク - 送気マスクは酸素濃度18%未満の酸欠環境またはそのような酸欠状態のおそれがある環境で用いられるもので、空気を離れた供給源からホースを通して送るもの[93][95]。エアラインマスクとホースマスクがある[94]。
- 自給式呼吸器 - 空気ボンベなどを携行しその供給源から空気を送るもの[93]。空気呼吸器と酸素呼吸器がある[94]。

なお、酸素供給を目的とする機器に接続したマスクは酸素マスクと称され、医療目的のみならず高山への登山の際などにも用いられる。事故などに備えて航空機（旅客機）に備えつけられてもいる。また戦闘機など一部の航空機のパイロットは常に酸素マスクを着用している。酸素ではなく圧搾空気等を密閉したマスク内に送気する作業用マスク（防護マスク）もある。

### 顔面用保護具
顔面用保護具として、飛来物や飛沫から顔面全体を保護するための防災面や、熱作業現場で顔面を保護するための防熱面などがある。

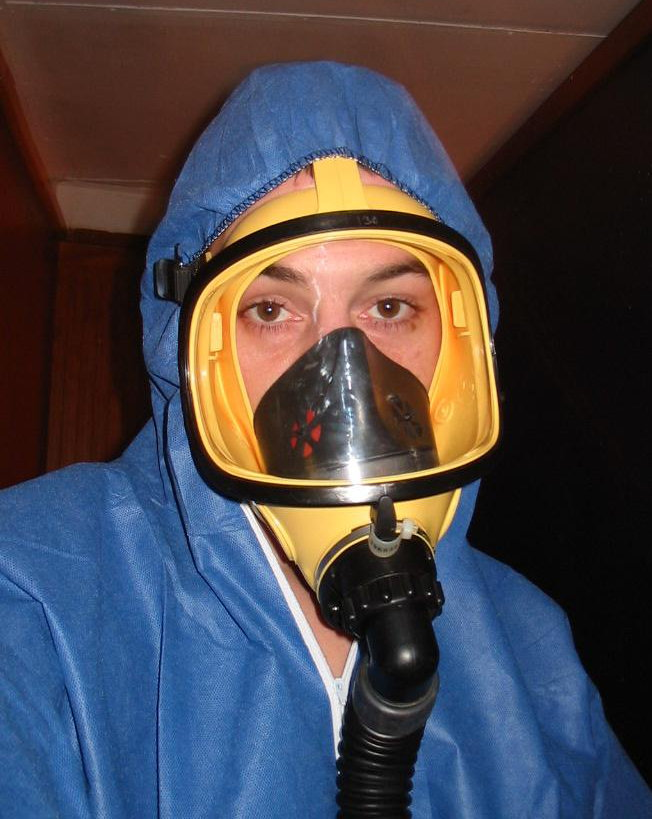
アスベスト用防塵マスク
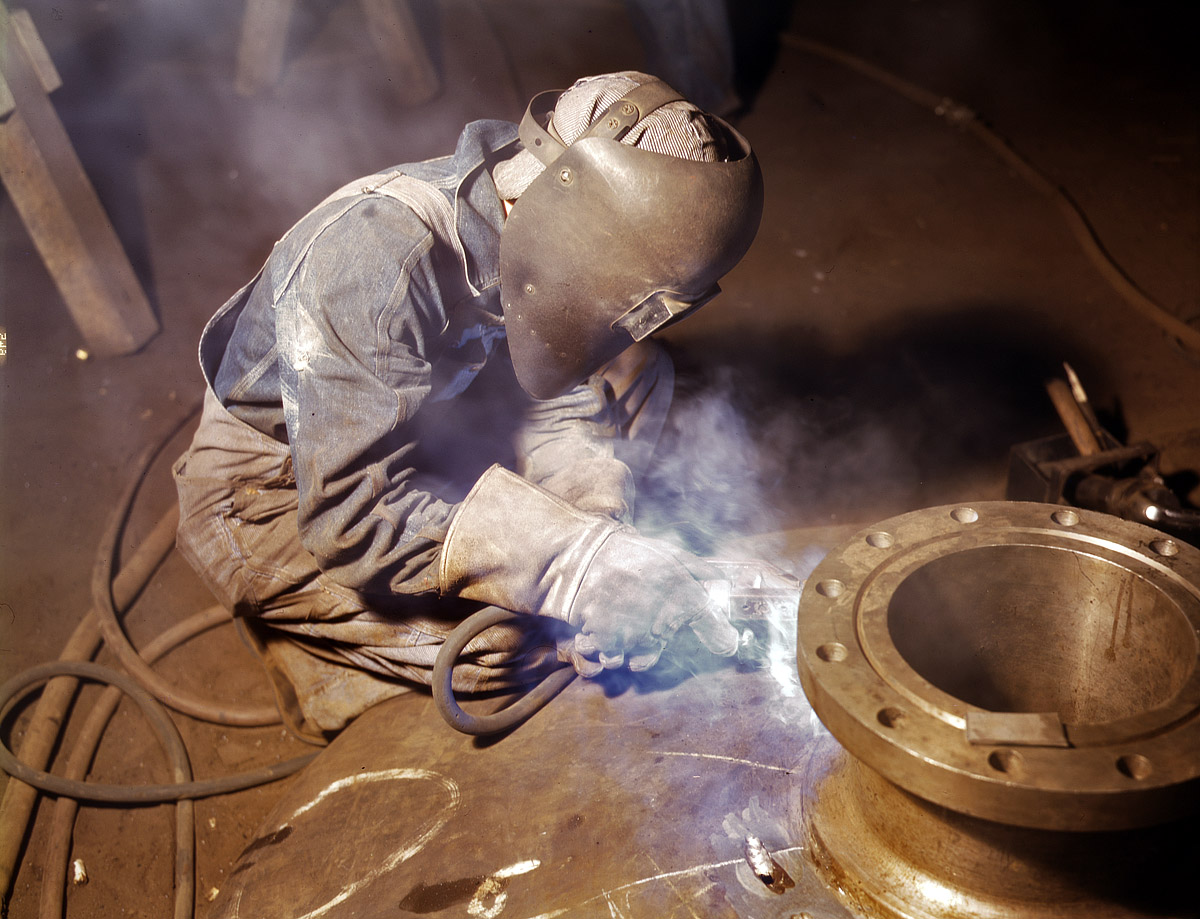
溶接作業とマスク
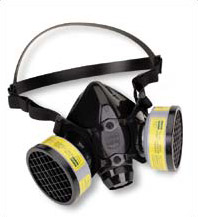
空気清浄機能を備えた「レスピレーター」

## その他各種マスク

ダイビングハーフマスク（図説）

ハーフマスクとスノーケルの組み合わせ（図説）

以下は、上記以外のマスクについて述べる。

### ダイビングマスク
ダイビングマスク（英: diving mask, dive mask）とは、簡単な水遊びにも用いられる水中眼鏡/水中めがね（水泳など水中活動対応型のゴーグル。英: underwater glasses）よりやや複雑な構造をしており、水中での眼の保護と視覚の補正という水中眼鏡の機能に加えて、鼻から呼吸器系への水の進入を防ぐ機能をもつものをいう。日本語では「水中マスク」あるいは外来語で「ダイビングマスク」という。
単に潜水するだけなら口で呼吸する必要はなく、息が続く限りで活動するのみであり、また、水中での視界を確保するだけなら水中眼鏡で事足りるため、古代より生業として続けられている素潜り漁などは現代でも水中眼鏡を使うようであるが、スポーツ化した素潜りでは水中マスクが使われることが多い。潜水中でも水上の大気を取り込んで呼吸できるスノーケル（シュノーケル）を併用することで潜水時間を引き延ばせる。また、レギュレーターを通してスクーバタンクと口をつなげるスクーバ（スキューバ、水中肺、自給気式水中呼吸装置）を使えば、潜水者はスノーケリング（シュノーケリング）では実現できない高度な潜水活動が可能となるが、水中マスクがあることで初めて安定的に使用することができる。眼・鼻だけでなく口まで覆ってしまうフルフェイス型の水中マスク「ダイビングフルフェイスマスク（英: diving full face mask）」もあるが、このタイプは、マスクと一体化しているスノーケルか、スクーバが欠かせない。フルフェイス型でない、口を覆わない旧来型は「ダイビングハーフマスク（英: diving half mask）」と呼ばれる。

### スポーツ用マスク等

#### スポーツマスク
ウィンタースポーツの競技者や愛好者にとって防寒は切実な問題である。また、無防備なままでは強風に顔を肌を曝すことになるオートバイや自転車の競技者や愛好者、そしてランニングでトレーニングを行う競技者やジョギング愛好者なども、防風・防寒の意味でも先述の防寒用フェイスマスクのような用品を期待するが、同時に屋外の塵・花粉・排気ガス・細菌・ウイルスなどを防ぐ衛生マスクの機能や、紫外線カット機能、転倒などによる物理的トラブルから顔を守る機能を期待したりもする。そして何よりも第一に、激しく運動するなかでもずれたりしない確かな装着感が重要視される。こういった運動従事者の需要の一部あるいはすべてにフォーカスした商品として、「スポーツマスク」と総称されるマスクが 2010年代に普及してきた。マスクについている呼吸気調整バルブを操作して低酸素トレーニングができるフィットネス用や、鼻から下を硬質素材で防御したもの、首元から頭まですっぽり覆ってしまえる一体化は防寒タイプと紫外線遮断タイプがあるなど、さまざまなタイプが開発されている。
新型コロナウイルス感染拡大後の2020年にアンダーアーマーがUAスポーツマスクを開発するなど、新たなスポーツマスクも製造された。

#### プロテクター

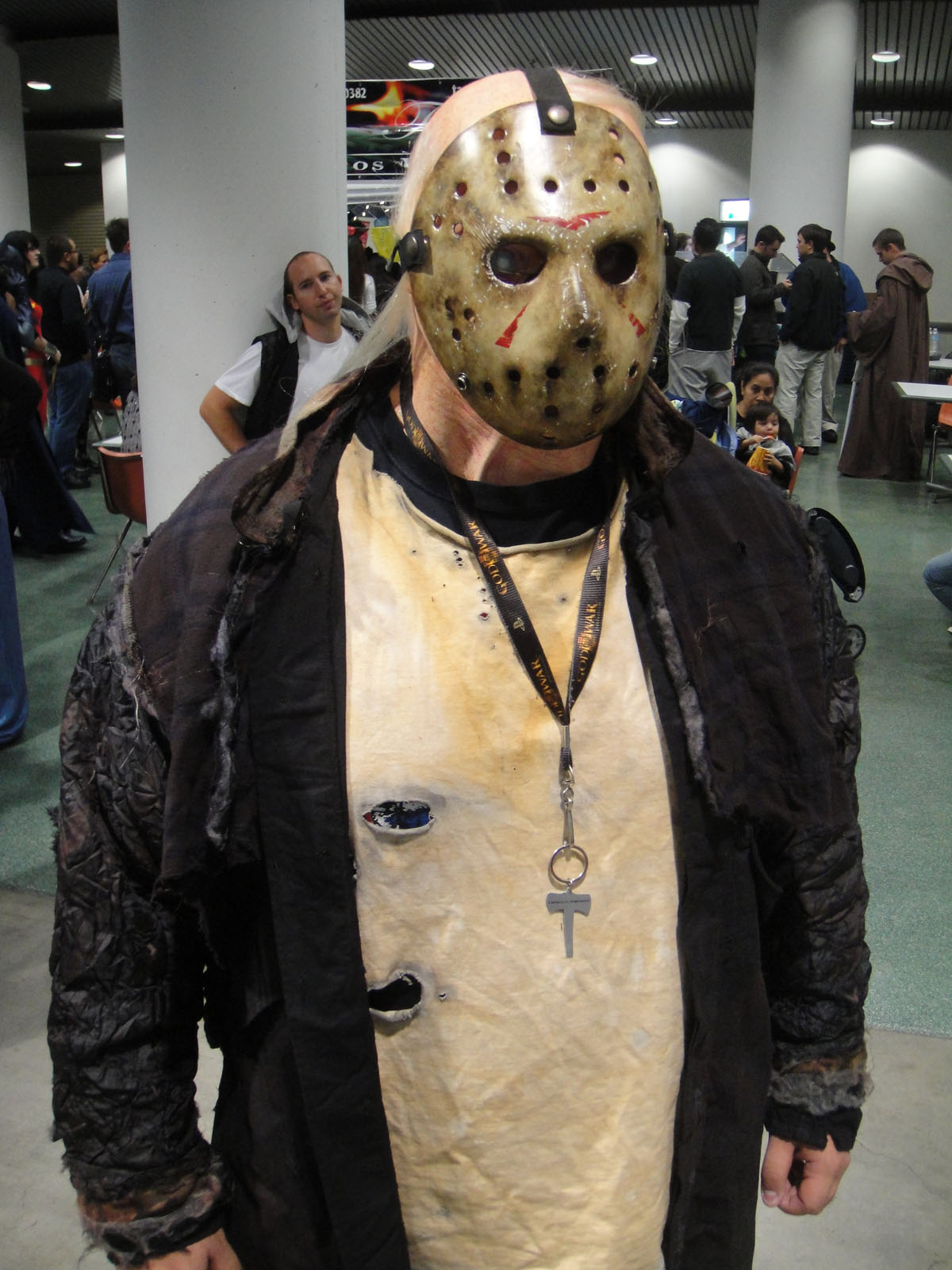
米国製スプラッター映画『13日の金曜日』（1980年初公開）に登場する怪物ジェイソンが常に着用しているマスクは、それ自体が強烈にキャラクター化している「仮面」と呼ぶべき代物であるが、モチーフになっているのは、映画の製作当時にはアイスホッケーで広く使用されていたゴールテンダーマスクである。画像の人物はコスプレイヤー。

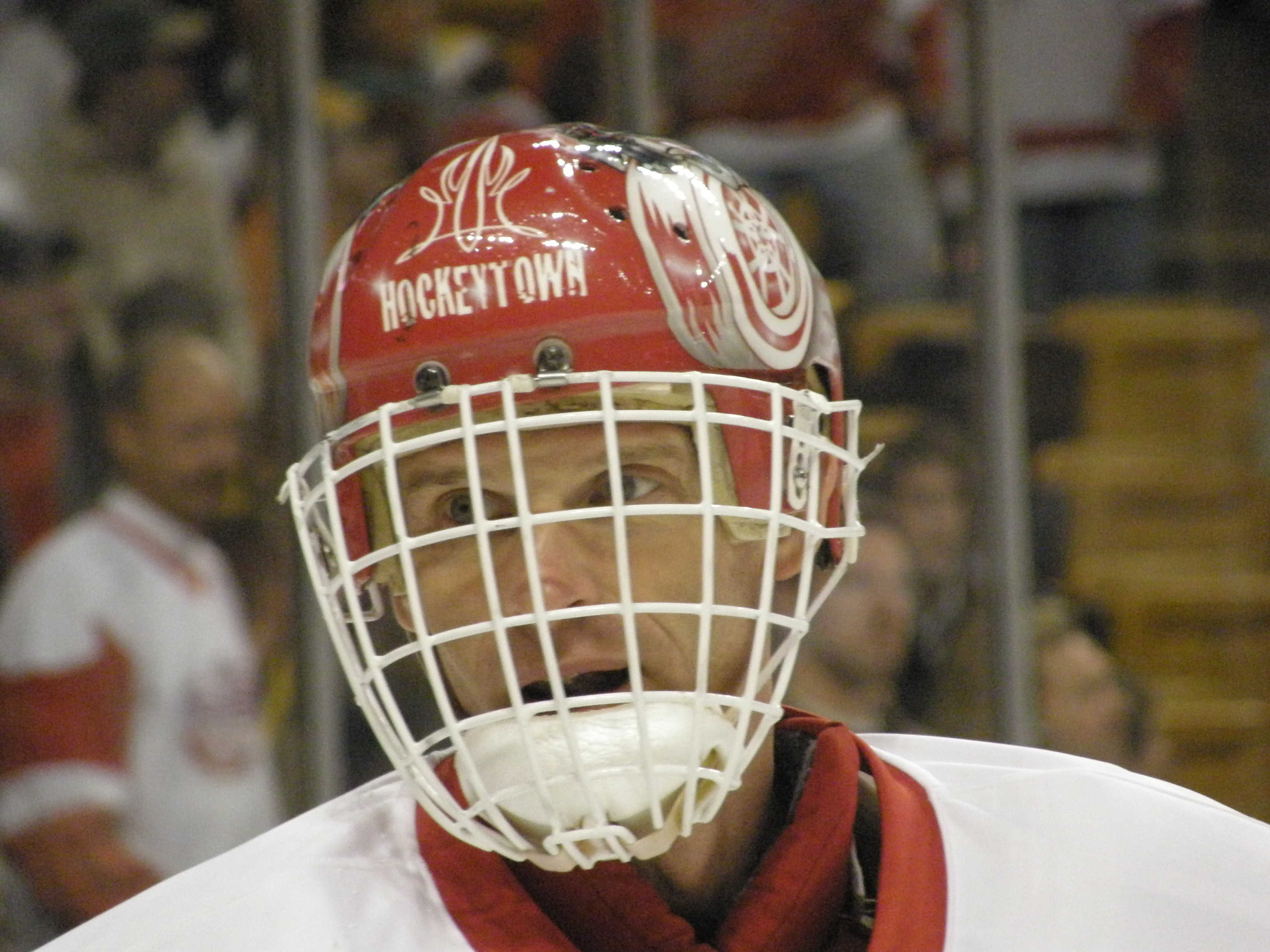
アイスホッケーのケージヘルメットコラボマスク

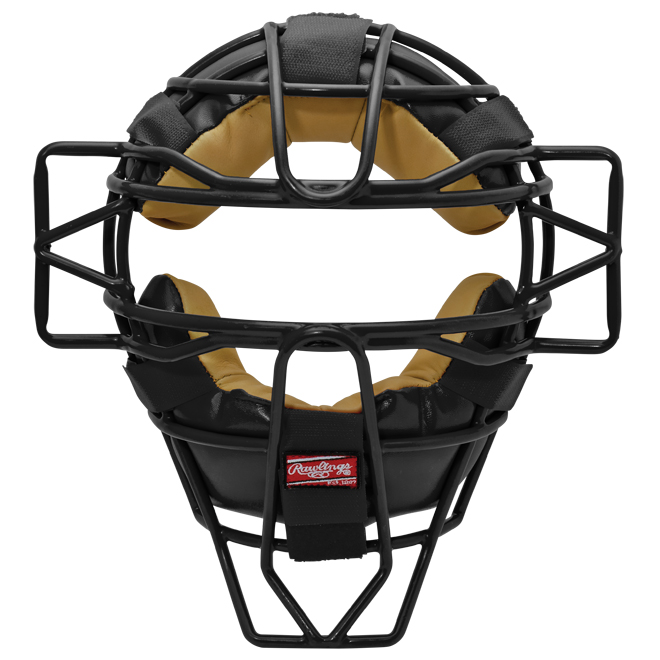
野球のキャッチャーマスク（旧来型）
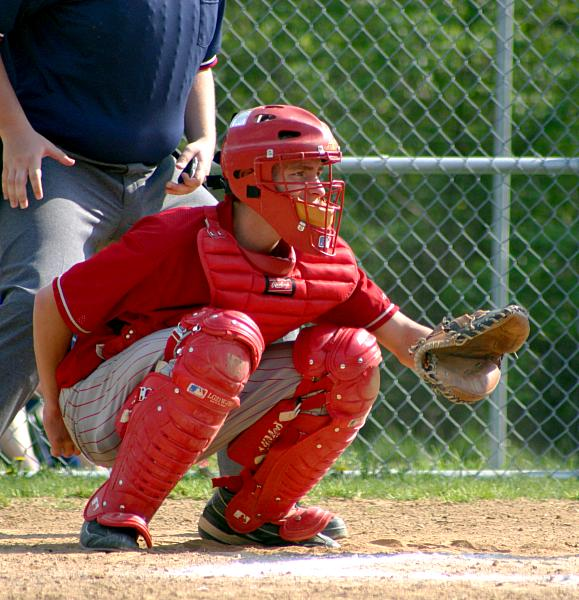
マスク一体型ヘルメットを被ってプレイ中の野球のキャッチャー
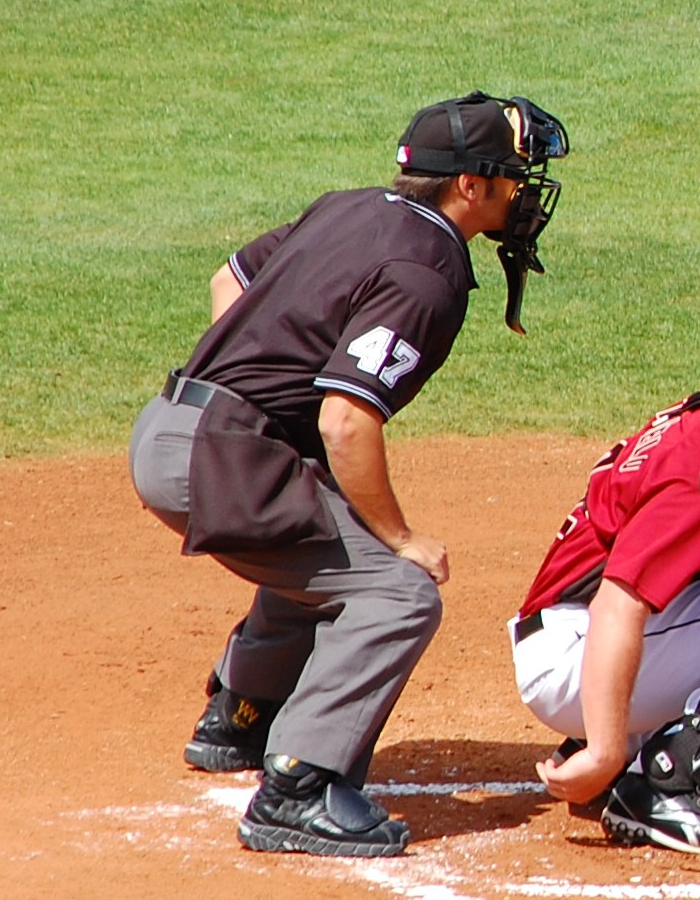
マスクを被ってプレイ中の野球の球審
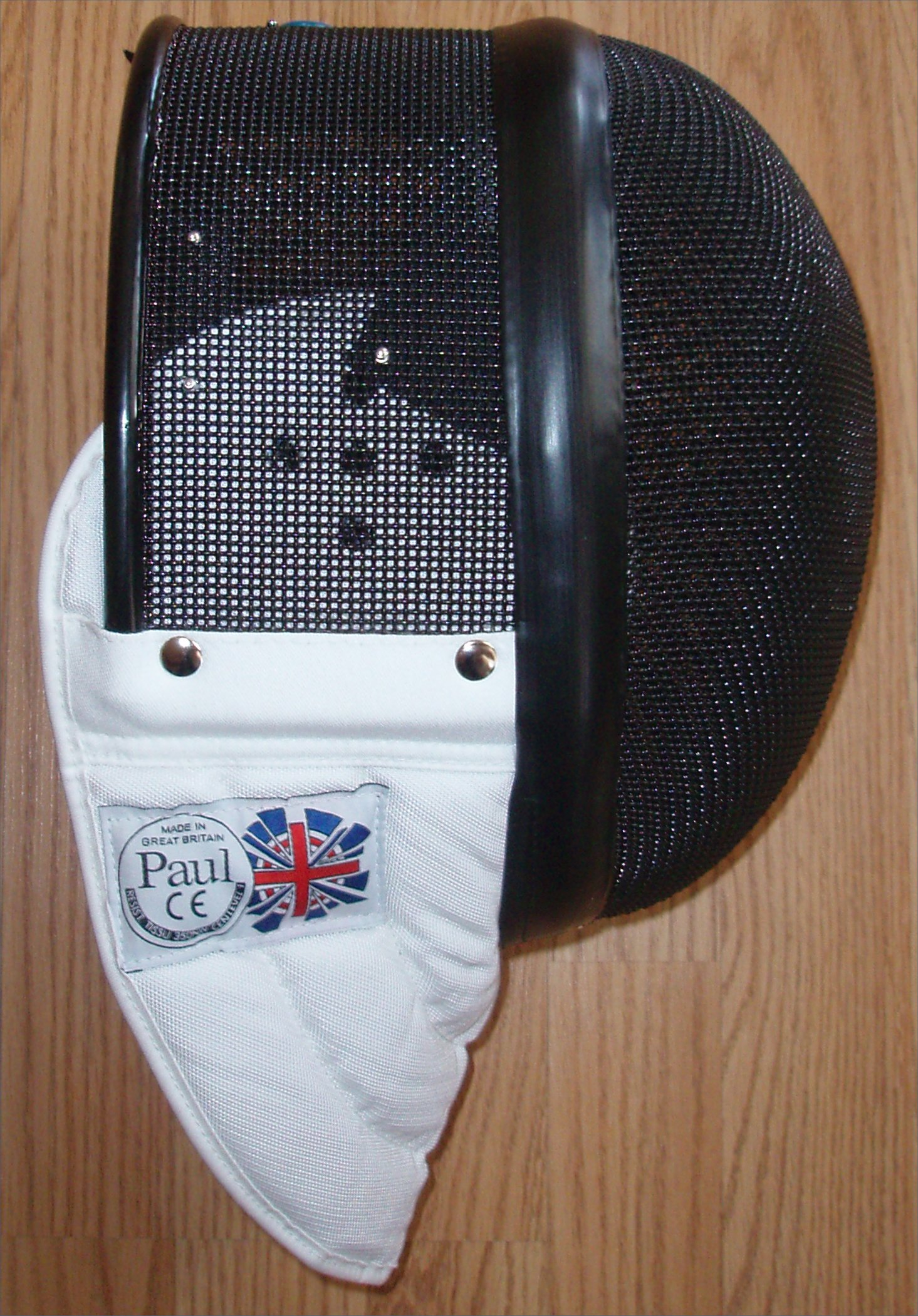
フェンシングフェイスマスクを横から見たところ
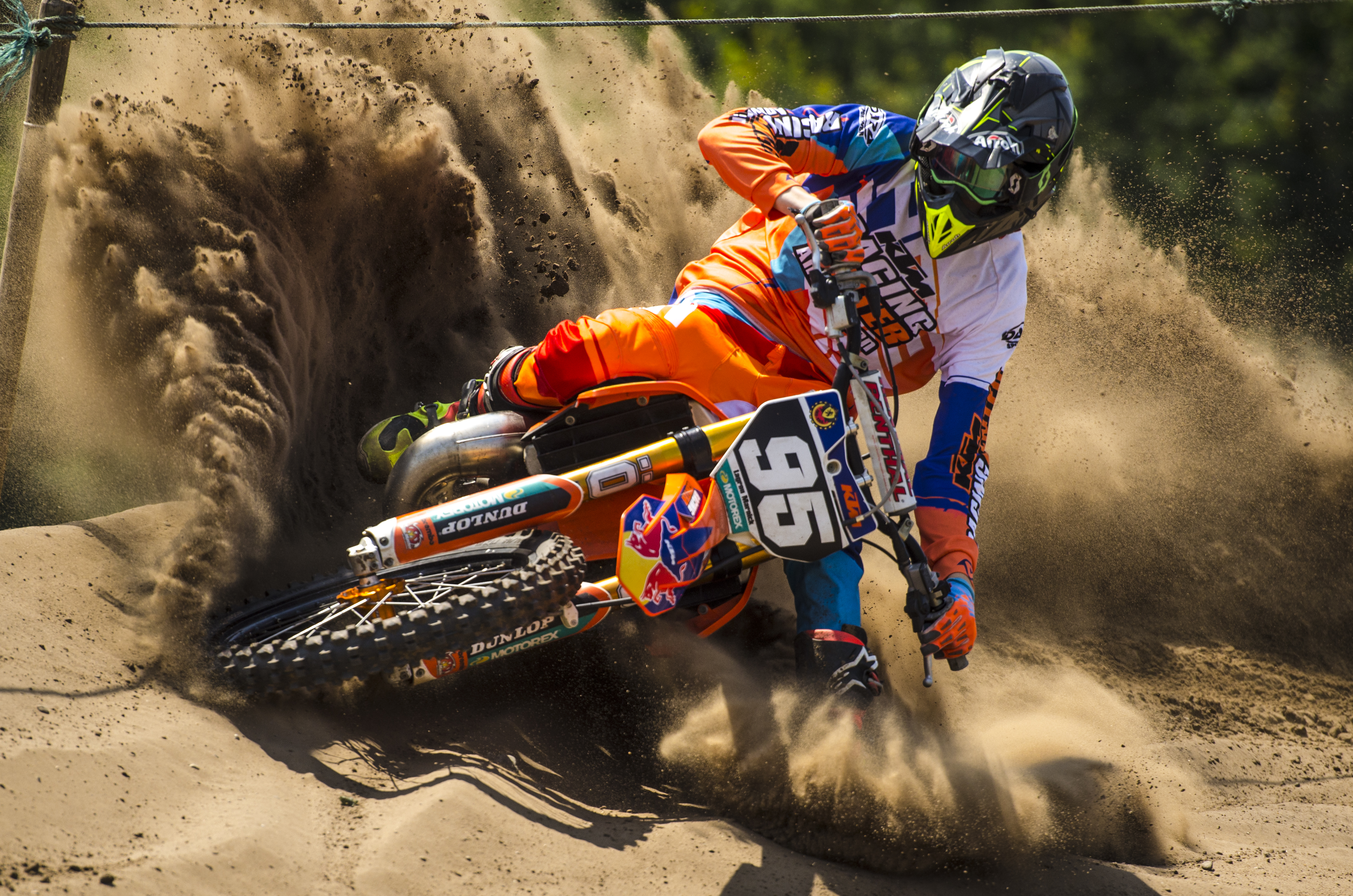
ヘルメットとフェイスマスクゴーグルを装着して走行中のモトクロス選手

上述のスポーツマスクとはまったく異なるものとして、危険を伴うスポーツや武道などを行う者が顔面を物理的に防御するための、ほぼそれのみに特化した用具（フェイスガード、顔面用のプロテクター）も、「マスク」と呼ばれる場合がある。いずれも、競技などに伴う顔や頭への道具やその他の予期しない飛来物や他者の直撃を防いだり、加わった衝撃を軽いものに留めることを目的として使用される。普段は装着しないが、怪我が完治するまで利用が認められる競技もある。
野球やソフトボールにおける捕手のマスク（キャッチャーマスク、英: catcher's mask, catcher mask ■上に画像あり）とマスク一体型ヘルメット（英: catcher's mask and helmet, catcher mask and helmet ■上に画像あり）、同じく球審のマスク（アンパイアマスク、英: umpire mask ■上に画像あり）とマスク一体型ヘルメット、フェンシングの金網マスク（フェンシングフェイスマスク、フェンシングギアマスク、英: fencing face mask, fencing mask, fencing gear mask ■上に画像あり）、1927年から1977年にかけてアイスホッケーで広く使用されていた白塗りの仮面「ゴールテンダーマスク（英: goaltender mask. cf. en ■右側に画像も参照）」、オフロード系のオートバイ競技などの選手がヘルメットとセットで着用するゴーグル一体型のフェイスマスク（■上に画像あり）などを、代表的な例として挙げることができる。なお、アイスホッケーのゴールテンダーマスクが姿を消したのは、ケージ型のフェイスガードとヘルメットを組み合わせたケージヘルメットコラボマスク（英: cage helmet combo mask ■右側に画像あり）が1970年代に開発されて次第に普及していったことによる。いくつかの名称をもつ後者もこの例では一応「マスク」の名をもつ。ただ、ケージの部分は「フェイスマスク」とも呼ばれている。パラアイスホッケーでもアイスホッケーのと同様のヘルメット一体型が使用されている。
サッカーでは接触により鼻を骨折することがあり、完治するまで顔を保護するために使うプロテクターが「顔面保護用マスク」などと呼ばれている。公式試合では単色であるなどデザインに規定がある。
「マスク」とは呼ばないが、剣道・なぎなたにおける面、アメリカンフットボールのヘルメットなども目的は同じである。ボクシングや各種格闘技の練習時に用いるヘッドギアにも、顔面を保護するフルフェイスタイプがあり、これもマスクといえなくはない。
21世紀初頭の野球用マスクは一般にクロムモリブデン鋼など金属製のガードが用いられるが、軟式野球においてはポリカーボネートなどの硬質プラスチック製も公認されている。また、内野手の守備練習用としてセーフティーマスク（ディフェンスマスク）もある。球審用のマスクにいたってはチタンフレームのマスク（主に硬式用マスク）もある。

### 拘束用マスク
警察や軍隊では、捕まえた対象に唾吐き・噛みつき・感染症予防として猿轡、Spit hoodを装着させる場合がある。

### 特殊なマスク
- ハニカムマスク - 航空機搭乗の際の鼻の乾燥を防ぐための鼻専用のマスク。呼気に含まれる水分を吸着しやすいように作られ、そのフィルターを通して吸気を行うことにより、鼻粘膜の過剰な乾燥を防ぐ。航空会社によって搭乗者向けに用意されることもあるほか、トラベルグッズとして市販もされている。
- 電動ファンつきマスク - 着用時の息苦しさや蒸れ、悪臭を解消するため排気用の電動ファンつきマスクも製造・販売されている[101]。
- おしゃれマスク - マスクは無地で白色が主であるが、色とりどりの模様のものや、キャラクターが描かれているマスクも存在する。中国の若者がよく着用しており、个性口罩と呼ばれている。
- だてマスク（伊達マスク） - 本来の衛生上の理由とは異なる目的で常にマスクを着用すること、あるいはそのようにしてマスクを着用する人のことを指す。
- 鼻マスク - 鼻腔に挿入する鼻用のマスク[102]。ドクター中松は「鼻フィルター」として特許出願している[102]。

## 文化

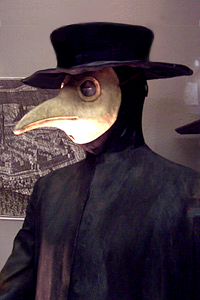
ペスト医師

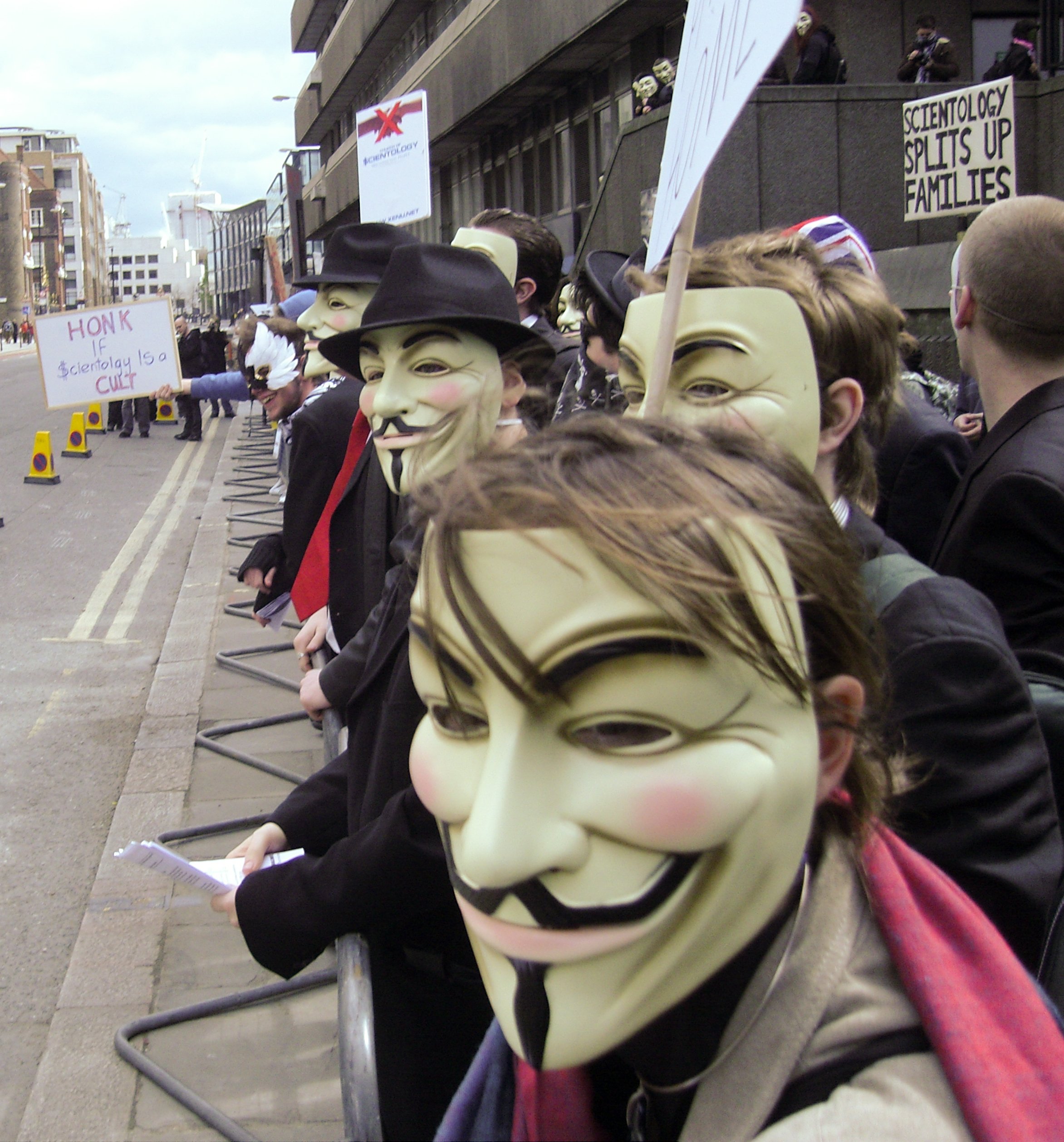
サイエントロジー（科学宗教）に抗議するガイ・フォークス・マスクを身に着けたアノニマスメンバー

2025年時点の覆面禁止令
国全体での覆面禁止
地域の覆面禁止
特定の場所での覆面を禁止

衛生用マスクの日本での歴史
大正期におけるスペイン風邪の流行を機に一般人に衛生用マスクが普及した。明治期には呼吸器と呼んでいた。それ以前の幕末には鉱山での防塵に、備中国笠岡の医師である宮太柱が梅の酸による効果を付けた福面を石見銀山の鉱夫に提案している。

衛生用マスクの世界での歴史
古代ローマの大プリニウスが著した『博物誌』には辰砂を扱う職人がヤギの膀胱をかぶる様子が書かれている。ヨーロッパでは、17世紀に登場した黒死病対策のペスト医師が着用していた特徴的な嘴のようなマスクとペスト医師の衣装が有名である。マスクにはバラ、ラベンダー、ペパーミント、酢などの、当時黒死病に効果があったと考えられるハーブや鉱物が詰められていた。ハーブとは関係なしに媒介する動物との接触を少なくすることで効果が発揮され、1619年にパリの宮廷医シャルル・ド・ロルムの発明からヨーロッパ全土に広まった。1897年、ドイツの細菌学の医師Carl Flüggeが飛沫感染研究の基礎を築いた。これを受けて、さまざまな医師がマスクの発明を行った。

宗教
顔を覆うベールやヒジャブは宗教においてたびたび登場する。出エジプト記34章にてモーセが自らのベールを外したり身に着ける様子が書かれている。さまざまな儀式においても被ることがあった。古代ローマでは、酒の神バックスの儀式でora horrendaという仮面をかぶっている。個人を偲ぶものとしてデスマスクを作成することもあった。古代エジプトのミイラには、マミーマスクが被せられた。

民族衣装
世界的に芸能において仮面をかぶることがある。
近代までのヨーロッパでは、Visardと呼ばれるマスクで日焼け対策が行われた。
西アフリカでは、砂塵やほこり・熱や寒さから身を守るため人々はLithamなどを身に着ける。漢字圏において口元を隠す布を面衣（めんい）と呼ぶ。17世紀に明で編纂された百科事典『三才図会』に記載され、「面帽」とも記される（構造としてはカーテン状に、紐に下げているため、下顎と密着しない）。
日本においては、防寒用の覆面として古事記にある淤須比（おすい、襲）が知られる。平安時代には、僧兵が裹頭を被っている。また、手ぬぐいを使った頬被り(頬冠、ほおかむり、ほっかむり)、お高祖頭巾などが知られる。

身元などを隠すため
犯罪者やデモ隊が身元を隠すため、頬被り、目出し帽、覆面頭巾、目計頭巾、ガイ・フォークス・マスクなどが用いられる。
証人保護プログラムで、法廷で証言することで危険にさらされる証人には目出し帽が認められる場合がある。
演劇では、身を隠すため黒づくめの亀屋頭巾（竹田頭巾）を用いた。

禁止令

多くの文化で、悪人や政府デモで顔を隠すことから禁止令が出されている。しかし、宗教や伝統からの抗議（ヨーロッパにおけるヒジャブ・ブルカ論争）、病気対策などの面で軋轢があり、法令が撤回されることもある。
日本においては、桃山時代の御掟追加（文禄4年（1595年））や江戸時代初期の御当家令条（法令集）、慶長14年（1609年）正月発布など、幾度も悪人の人相が分からないことから禁止令が出されている。しかし、覆面頭巾・目計（めばかり）頭巾など名前を変える形で流行することもあった。
2019年10月の香港では、政府への反抗心からマスクをかぶるデモに対して政府が議会を通さない形で覆面禁止規則（zh:禁止蒙面規例）を発令した。しかし、2019年11月18日に高等法院から違憲の判決が出て無効となっている。
イギリスでは1723年‐1823年の間、Black Act 1723が顔を隠すような行動をとった政府批判者を対象に発令され、場合によっては死刑となるとも記されていた。

義務令
2019年新型コロナウイルス感染症の流行によるマスク義務化問題が世界的に大きな対立を生んだ。

日本では、将棋第81期順位戦のA級4回戦佐藤天彦九段対永瀬拓矢王座戦において、佐藤天彦九段に臨時対局規定の「対局中のマスク着用義務違反」が適用され反則負けとなり、大きな議論を呼んだ。

季語としてのマスク
季語としてのマスクは、現代人が一般的に用いる冬季の防寒・防疫用のマスクを指す。まったく同じ形のマスクでも花粉症対策や防塵対策に用いる場合、それは季語として扱えず、あくまで防寒・防疫を目的として冬季に用いるマスクのみ該当する。すなわち、マスクは三冬（初冬・仲冬・晩冬の3か月）の季語である。分類は人事/行事/生活。親季語や子季語はない。

## 動物用マスク
- 競走馬の視界を狭めるブリンカー（ブラインダー、遮眼革、遮眼帯、メンコ）を用いて、前方に走ることに集中させている。
- 口輪（英語版） - 犬や馬が吠えたり噛むのを防止するためにつけられる。